# Luk
Luk je střelná zbraň. Skládá se z pružného lučiště a nepružné tětivy. Střelba z luku se nazývá lukostřelba. Střílí se šípy, původně dřevěnými nebo bambusovými, v současné době běžnějšími karbonovými nebo duralovými, které mají na jednom konci opeření, zlepšující výrazně jejich letové vlastnosti (jiný používaný výraz je kormidla). Na druhém konci je ostrý, dnes nejčastěji kovový hrot. V pravěku se ke zpevnění konce šípu používalo i opálení v ohni nebo kamenné hroty (pazourek, obsidián). Vynález luku spadá nejspíše do paleolitu, nicméně jednoznačné archeologické nálezy jsou až z mezolitu. Luk byl vynalezen a používán nezávisle na sobě mnoha světovými kulturami.
Luk může být kromě střelby použit k rozdělávání ohně, pohánění vrtáku při vrtání děr, pohonu obrobku při soustružení dřeva (traxlování) a jako nejjednodušší strunný hudební nástroj.
Nátahová síla moderních luků bývá vyznačena na ramenech a to tradičně v librách (1 Lb = 0,45 kg), délka nátahu pak v palcích. Naprostá většina luků má sílu od přibližně 10 liber (nejslabší dětské luky) po asi 200 liber (nejsilnější dlouhé anglické či mongolské luky), přičemž obvyklá síla běžných sportovních (rekreačních) luků je mezi 25 a 50 librami, loveckých nejméně 50 liber a válečných byla cca 70 až 200 liber. Délka nátahu se pohybuje od asi 25 po přibližně 35 palců.

## Typy luku

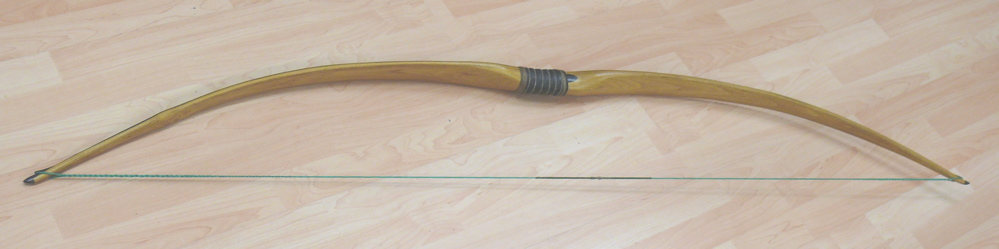
Klasický jednoduchý luk

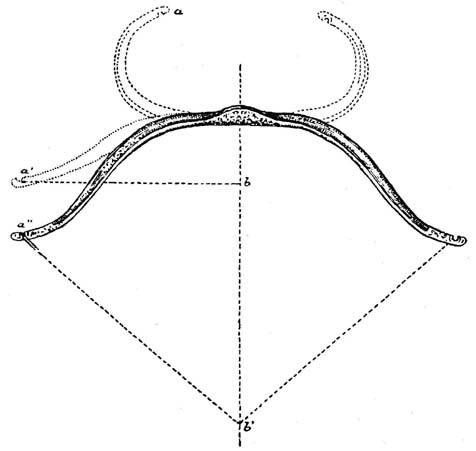
Princip tureckého reflexního (recurve) luku

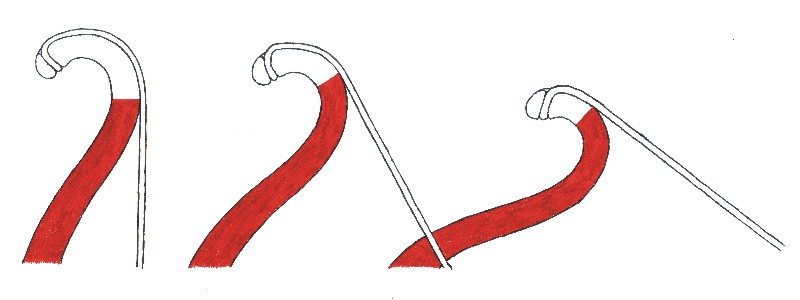
„Recurve“ konce

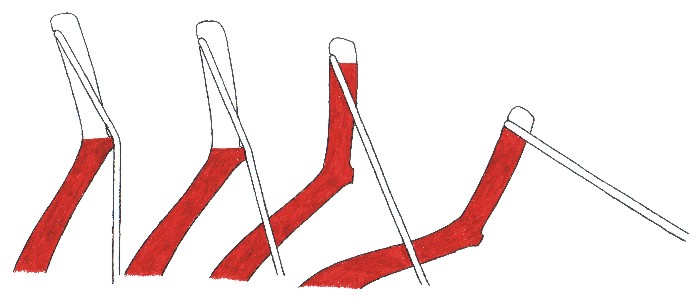
Princip pevných ramen mongolských reflexních luků (tzv. siyah)

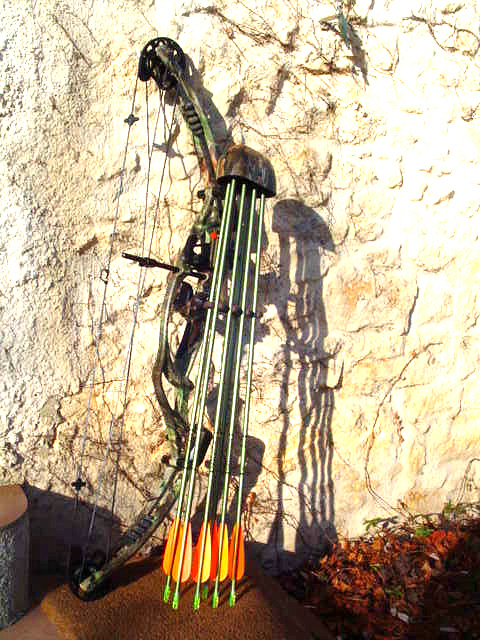
Kladkový luk i s držákem na šípy

- Jednoduchý luk: lučiště tvoří jednoduchý, po natažení tětivy obloukovitě prohnutý kus dřeva či jiného materiálu (bambus, šlachy, rohovina, dnes laminát a plasty), je po atlatlu nejstarší a historicky i geograficky nejrozšířenější dalekonosná zbraň. Jednoduché luky lze rozlišit podle délky na dlouhé a krátké, podle materiálu nebo podle tvaru, jaký má luk na průřezu, ten může být kruhový, eliptický, ve tvaru D, trojúhelníkový nebo více či méně zploštělý. Materiálem bylo v Evropě nejčastěji dřevo tisu, či jilmu, v Asii bambus, v Jižní Americe palmové dřevo, v Severní Americe maklura oranžová (Osage Orange, příbuzné moruši), ořechovec (hickory), tis, akát, jasan.
- Dlouhý luk (longbow): je pojem v literatuře dosti nepřesně vymezený, alespoň přibližně lze takto nazvat luk délky lidské postavy, případně i delší. V Evropě je takto nazýván zejména tradiční anglický longbow, jehož druhů je ovšem také mnoho. Délka ramen působí jako stabilizační prvek pro přesnost. Také má menší „stacking“ (menší strmost náběhu síly ke konci nátahu v důsledku menšího úhlu konců tětivy a ramen). Ramena dlouhého luku jsou, oproti krátkému luku, méně stresována, což umožňuje vyrobit efektivní, přesný a trvanlivý luk, s dlouhou délkou nátahu, pouze ze dřeva (selfbow), tím pádem rychleji a podstatně jednodušeji. Pro zajímavost: anglický středověký válečný luk (warbow) měl sílu 120–170 liber v nátahu 30–32 palců, při délce luku 76–82 palců. Vyrobit obrovské množství takto silných a zároveň spolehlivých luků pro masy vojáků bylo nejsnadnější s použitím tisového dřeva a dlouhého designu.
- Reflexní luk (recurve): vyznačuje se prohnutím konců ramen dopředu směrem k terči, čímž je vytvořena jednoduchá kladka, která způsobuje nerovnoměrný nárůst síly, více na začátku nátahu. Často je také reflexní (zvratný), celá ramena jsou v klidovém stavu bez napnuté tětivy prohnuta vpřed směrem k terči, tím je dosaženo vysokého předpětí. Pojem „recurve“ se týká pouze konců, „reflex“ se týká celého ramena. Zdali je luk reflexní, tedy lze zjistit až po sejmutí tětivy, čeština nemá pro „recurve“ relevantní jednoslovný výraz, často jsou tyto pojmy zaměňovány. Recurve konce byly vynalezeny za účelem zkrácení luku, respektive k zlepšení efektivity krátkého luku. Zahnuté konce umožňují docílit srovnatelné efektivity a stejné délky nátahu jako u delšího rovného luku o stejné síle nátahu. A to zejména díky snížení „stackingu“ (vysvětleno výše) a větším zrychlením, když šíp opouští luk na konci výstřelu. U dlouhého luku „recurve“ ztrácí výhodu, protože zvyšuje hmotnost konců ramen a tím je zpomaluje. Zato „reflex“ zvyšuje efektivitu u krátkého i dlouhého luku zvýšením předpětí tětivy – tím opět zrychlí šíp na konci výstřelu. Lučiště může být symetrické (luky Hunů, Mongolů, Arabů, Peršanů či Turků) nebo asymetrické (japonské luky). Asijské reflexní luky jsou téměř výhradně „kompozitní“, protože bývají často složené z vrstev šlach, dřeva, rohoviny (někdy i kosti), pevně slepených dohromady. Středověké reflexní zvratné luky mají výhodný poměr délky luku k jeho síle a jako takové byly cíleně vynalezeny pro použití z koňského hřbetu, kdy by byla manipulace s dlouhým, stejně silným lukem obtížná. Nevýhodou středověkých kompozitních luků byla jejich citlivost na vlhko (slábly a rozlepovaly se). Luky byly proto ukládány do pouzder. Někdy byly takové luky před použitím i nahřívány.
- Kladkový luk: (compound) je moderní druh luku používaný při sportovní lukostřelbě a rovněž k lovu zvířat. Na obou koncích lučiště jsou nesymetrické kladky tvořící kladkostroj. Rozdělují napínací sílu v délce nátahu nerovnoměrně (největší nárůst síly na začátku, nejmenší na konci nátahu), čímž zvyšují rychlost, dolet šípu, ale zejména, díky snížení napínací síly na konci nátahu a menšímu zpětnému rázu, zlepšují míření a přesnost střelby. S kladkovým lukem si lukostřelec odbude největší námahu v průběhu nátahu a na konci nátahu již necítí v prstech tak silný odpor, což mu usnadňuje zamíření. Socha luku (madlo, střed luku) bývá nejčastěji duralová nebo plastová, ramena bývají vyrobena většinou z plastu nebo karbonových materiálů. Kladkové luky bývají opatřeny poměrně sofistikovanými mířidly (optika, vodováha). V zahraničí bývají používány k modernímu lovu, ale v ČR je lov lukem proti mysliveckému právu. Kromě lovu se kladkové luky používají ke sportovní střelbě a je v nich pořádáno i mistrovství světa.
- Peletový luk: má dvě tětivy, mezi nimiž je upevněn váček, do něhož se vkládají střely. Nestřílí se z něj šípy, ale kamínky nebo olověné kuličky. Je menší, slabší a používá se k lovu drobné zvěře a ptáků. V Evropě se v 17.–19. stol. princip používal u tzv. balistru, malé kuše s obvykle ocelovými lučišti.

## Šíp

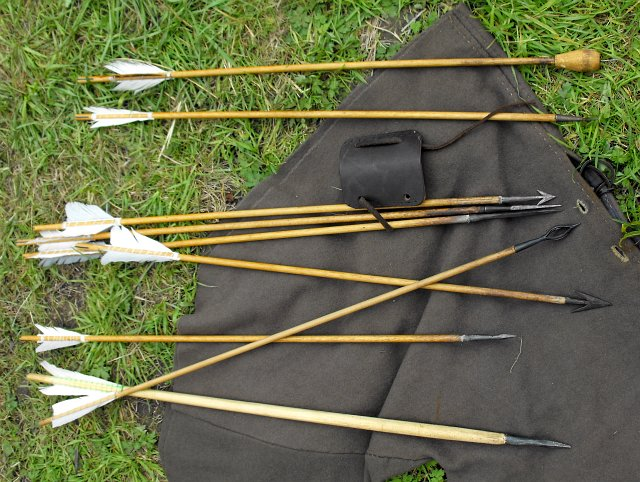
Různé typy evropských středověkých šípů

Každý šíp se skládá z dříku (ratiště), hrotu a hlaviště (končíku) s vodícím žlábkem pro tětivu. Často bývá opatřen opeřením (křidélky), které šíp stabilizují a zlepšují tak výrazně jeho letové vlastnosti. Šípy se rozlišují především podle délky a podle tvaru hrotu. V minulosti byly šípy vyráběny zpravidla ze dřeva (tenké, rovné pruty např. šípku, angreštu či kaliny, svídy, rákosu, ale taky štípané z rovnoletého dřeva jasanu, topolu, smrku, jedle...), v Jižní Americe bambus nebo rákos, v Asii zpravidla bambus, u Inuitů se vyráběly z nedostatku rostlinných materiálů někdy i z kosti nebo mrožího klu. Délka šípu může dosáhnout až 300 cm (hlavně v Amazonii), šípy delší než 100 cm používají Japonci, poněkud kratší o délce asi 90 cm Mongolové. Naproti tomu šípy používané v Evropě jsou kratší, řídí se fyzickými předpoklady lučištníka (k změření sevřete šíp opřený v jugulární jamce mezi dlaněmi předpažených rukou s napjatými prsty a mezi prostředníky by vám měl vyčnívat jen hrot šípu – ten se do délky šípu nepočítá, protože je u části šípů, zejména loveckých, výměnný). Podobně krátké šípy používali i severoameričtí indiáni na Velkých Pláních. V Koreji existuje technika, při které se vystřeluje šíp kratší než délka nátahu vložený do (bambusového) korýtka. Opeření šípu, tzv. olep, se tradičně vyrábí z ptačích per, u moderních loveckých a sportovních šípů může být i z plátků celuloidu, gumy, nebo plastu. Křidélka bývají většinou tři (severoameričtí indiáni, Evropa) nebo čtyři (Mongolové, některé kmeny v Amazonii), výjimečně dvě (např. nouzové, či dětské šípy indiánů kmene Cherokee). Zvláštností je spirálovitě vinuté opeření šípů některých kmenů v Amazonii, které uvádí šíp do rotace podobně jako vývrt v hlavni kulovnice, je tak vyrovnávána případná nesymetrie šípu (jak váhová, tak i tvarová). Zvláštností je typ křidélek zvaný flu-flu, který je tvořen prachovým peřím či jakýmkoli jiným roztřepeným brzdícím materiálem. Šíp s tímto opeřením je pomalejší a má kratší dostřel, ale zároveň je stabilnější a rychleji se po výstřelu narovná, tudíž je na kratší vzdálenost přesnější. Opeření šípu zvyšuje jeho stabilitu a zlepšuje letové vlastnosti, může však i chybět. Především domorodí Afričané, např. Sanové, používají šípy bez opeření.
Hroty šípů se původně vyráběly z kostí, zvířecích drápů a zubů, ale i ze dřeva, tvrzeného nad ohněm nebo ostře seříznutého bambusu, nejostřejší však byly ze štípaného kamene (pazourek, obsidián). Později převládly kovy, jako bronz, železo a ocel, dnes se vyrábějí z duralu, nerezové oceli, titanu či speciálních slitin. Nejčastější tvar hrotu loveckého šípu je trojúhelníkový, s jedním nebo dvěma protihroty, znesnadňující jeho vytažení z rány. Časté jsou i hroty kuželovité, nebo ogivální (hlavně u sportovních šípů) a listovité (kopinaté). K méně obvyklým tvarům patří hroty zubaté k trhání masa (zvláště Japonsko), půlměsíčité (známé např. v Indii) nebo šípy s více ozubenými hroty na lov ryb a mořských savců. Výjimkou nejsou ani šípy s tupým hrotem, určené pro výuku a hry dětí, srážení ovoce nebo chytání ptáků, které vystřelený šíp pouze omráčí. Japonci, Mongolové, ale i některé indiánské kmeny, používali hvízdající šípy, a to k signalizaci, ale i k zastrašení nepřátel. K válečným účelům se v Evropě, Asii i Americe používaly také zápalné šípy, jejichž dřík byl obtočen koudelí nebo přízí, napuštěnou hořlavinami a před výstřelem zapálen. Známé jsou i otrávené šípy. Použití šípových jedů bylo samozřejmostí při lovu foukačkou v Amazonii a Jihovýchodní Asii, šípové jedy se však uplatnily i při lovu lukem, a to hlavně v Africe (např. pro lov slonů, nosorožců, goril a jiných nebezpečných zvířat) a Jižní Americe, méně v Asii (Sibiř, Indie) a Severní Americe, v Evropě je používali např. Slované v době Stěhování národů, a to k loveckým i válečným účelům („Kalená střela“ v ruských bohatýrských bylinách). Šípy jsou zpravidla střelcem nošeny v toulci.

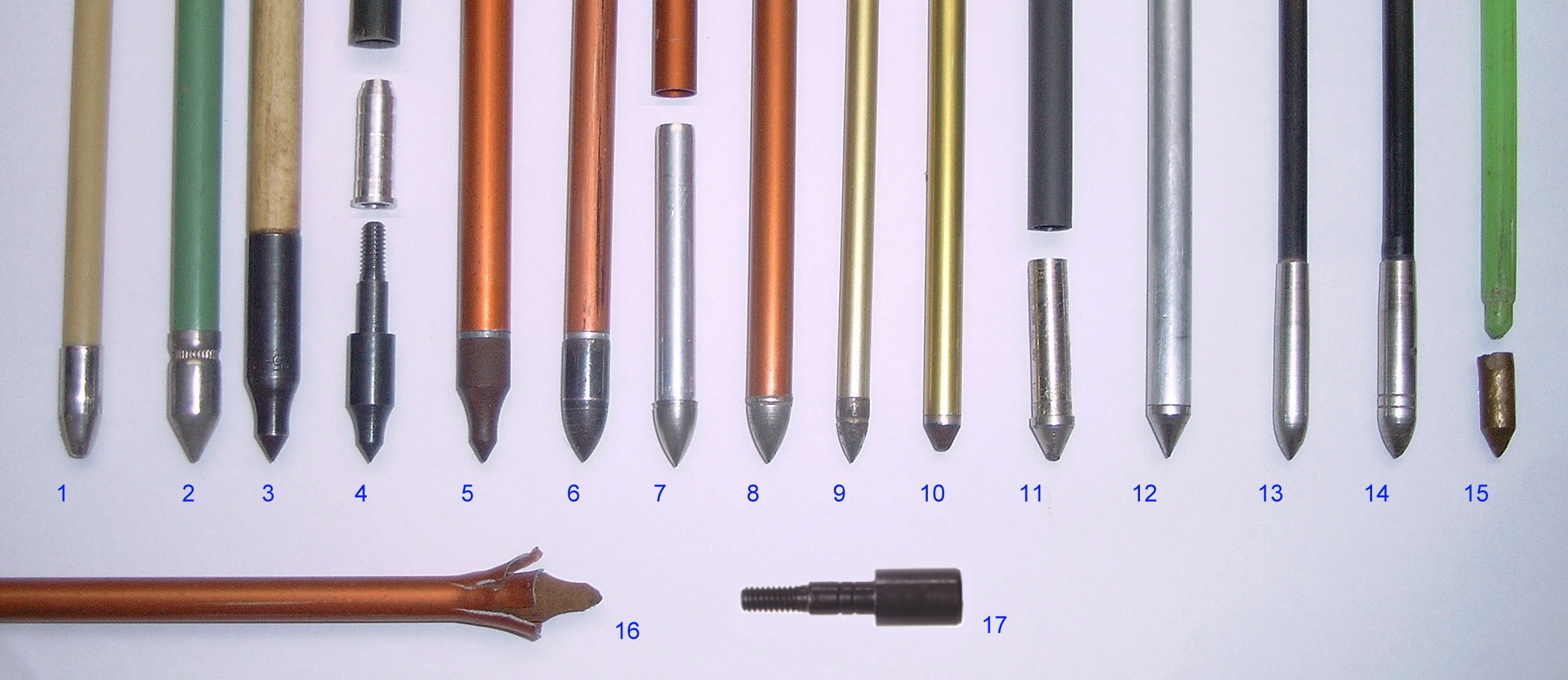
Hroty moderních sportovních šípů

Dnes se ke sportovním a loveckým účelům používají v Evropě, Kanadě či USA šípy dřevěné, laminátové, duralové, karbonové, nebo z kombinovaných materiálů. Moderní šípy mají ratiště z trubky různé tvrdosti (tzv. spin). Šíp je tím tvrdší, čím má větší spin. Spin je přepočten z délky příčného průhybu při určené příčné zátěži mezi podstavci o určené vzdálenosti – čím je průhyb větší, tím je spin menší. Spin šípu by měl odpovídat síle luku, nejen kvůli přesností střelby, je dosti nebezpečné vystřelit příliš měkký šíp příliš silným lukem, neboť jej může zlomit, ještě než se vzdálí ruce která luk drží! I pro základní sportovní střelbu se dnes používají běžně trubky z uhlíkového laminátu – karbon. Ten drží dobře tvar a je lehký. Lze ho ovšem zlomit a vlákna způsobují nepříjemná zranění. Někteří sportovní střelci dávají přednost duralu, nebo kombinovaným materiálům. Pokud se ale hliník ohne, je těžké šíp srovnat do rozumné tolerance. V trubce je vpředu buď hrot přímo vlepen, nebo je použit tzv. insert s vnitřním závitem, do kterého je hrot našroubován a lze ho tedy snadno vyměnit. Váha hrotů se měří podle střelecké tradice v grainech (1 gr. = 0,06 g), obvyklá váha je 70 až 150 gr. Na opačném konci je do trubky buď přímo vlepen končík, nebo pin končíku, na který se končík nasazuje. Na zadní část trubky se v nastavitelném přípravku lepí olep (křidélka, opeření). Ceny šípů se pohybují od cca sto korun až do několika tisíc korun. Délka šípů se udává ode dna zářezu končíku ke konci trubky, hrot se z důvodu výměnnosti nepočítá. Pro konkrétního střelce má být taková, aby konec šípu právě vyčuhoval mezi napjatými prsty rukou tak, že konec šípu opřete v jugulární jamce (mezi klíčními kostmi pod krkem) a šíp sevřete v předpažených rukou.

## Výstřel z luku

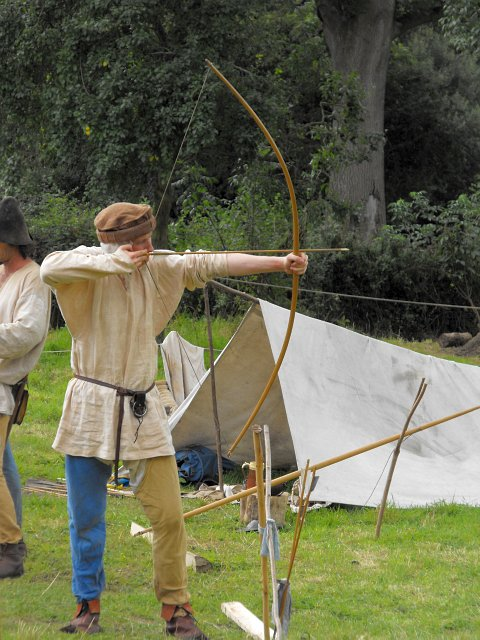
Nátah luku při klasickém hrabičkovém držení

Luk se natahuje naplno vždy na stejný nátah. U olympijského luku používají závodníci tzv. klapačku indikující natažení na stejný nátah. Tím je zajištěna stejná metná rychlost při každém výstřelu. U sportovních luků je tětiva napínána třemi prsty (tzv. hrabičkové držení) chráněnými tzv. zástěrkou, nebo rukavicí a ruka drží tětivu dlaní k tváři v takzvaném kotvícím bodě. U kladkových luků se používá vypouštěč a tah tětivy je buď rozložen na více prstů, nebo přenášen závěsem na zápěstí. Ruka je otočena hřbetem k tváři. Tětiva je v obou případech držena vypouštěčem, nikoliv prsty a vypouští se mechanismem připomínajícím spoušť. U mongolského (korejského či obecně asijského) držení je tětiva zachycena palcem, jenž může být opatřen lučištnickým prstenem (thumb ring). Při tzv. slovanském držení je tětiva natahována prostředníčkem a prsteníčkem (případně malíčkem), ukazováček slouží k přidržování šípu.
Po spuštění ohýbá tětiva šíp do oblouku a je veden okolo luku. Šíp je pak vypuštěn (u sportovních luků a u praváka) vlevo od záměrné mírně bokem, teprve při dalším letu dojde ke srovnání (lučištnický paradox). Šíp se proto za letu chvěje. Pokud je šíp příliš tvrdý (neohebný), není veden okolo luku a „odskakuje“ vlevo. Příliš měkký šíp se „omotává“ okolo luku a drhne, chová se nepředvídatelně, nebo se dokonce zlomí. Šíp může být vypouštěn z pravé i levé strany, záleží na stylu držení. Jízdní lukostřelci obvykle používali nátah palcem, případně slovanský nátah. Pěší lukostřelci mohou použít jakýkoliv nátah, dle svého uvážení. 

### Pravěk
Vynález luku a šípu spadá již do paleolitu, zřejmě se tak stalo poprvé v Africe v období před 40 000–50 000 lety. Jiné vědecké hypotézy však předpokládají, že vynález luku není starší než 20 000 let. Z dochovaných kamenných či kostěných hrotů totiž často nelze přesně určit, zda se jednalo o šíp nebo lehký oštěp. Jisté, je, že objev luku a šípu patří k nejvýznamnějším vynálezům lidstva. Co do významu a stáří je zpravidla řazen na přední místo, hned za objev řeči a používání ohně, kola případně provazu, bez kterého byste luk nezhotovili.
C. W. Ceram v knize První Američan uvádí, že na americkém kontinentu se znalost luku a šípu objevila až v 1. tisíciletí př. n. l., asi prostřednictvím Inuitů a Aleutů. „První Američané“ totiž přišli přes Beringův průliv z Asie již před cca 40 000 lety, tedy v době, kdy luk nebyl v severní Asii ještě používán. Jejich hlavní zbraní proto byl oštěp, vrhaný pomocí vrhacího prkénka atlatlu.
V Evropě se luky rozšířily před 10 000–20 000 lety s novou migrační vlnou, pravděpodobně z Asie. V nálezech z této doby již lze prokázat drobné pazourkové i kostěné hroty šípů, tvarově odvozené od dřívějších hrotů oštěpů. Podle jeskynních maleb lze usuzovat i na hroty dřevěné, zřejmě tvrzené nad ohněm. Vzhledem k omezené trvanlivosti dřeva je však nelze dokumentovat archeologicky.
Hlavní přínos luku pro prehistorické lovce byl v možnosti překonat únikovou vzdálenost zvířat, hlavně kopytníků. Šíp nemusel zvíře usmrtit ihned, stačilo jej zranit, aby jej pak bylo možné snáz dostihnout a dobít např. oštěpem nebo kyjem, nebo stopovat, popř. uštvat do úhynu. Tento fakt potvrzují skalní a jeskynní malby na území Skandinávie, Španělska a Francie. Hlinková malba paleolitického umělce v jeskyni Cueva de los Caballos u Albocareru ve Španělsku, nazvaná „Hon na jeleny“, velmi dobře znázorňuje způsob lovu i tehdejší lukostřelbu. Luky dosahovaly délky asi 200 cm, šípy měřily asi 100 cm a zřejmě měly hroty pouze z ostře seříznutého dřeva. Jejich dostřel byl dost omezený, tehdejší lovci nepotřebovali velký dostřel ani přesnost zásahu. Kořist často obstoupili a pomocí ohně zahnali do přirozené pasti nebo uměle vykopané jámy, kde ji usmrtili, šípy, oštěpy a kameny. Tímto způsobem lovci usmrtili daleko více zvířat, než mohli spotřebovat. Mnohdy vybíjeli celá stáda např. bizonů, divokých koní, sobů nebo jelenů, které zahnali pomocí ohně do propasti nebo na kraj skalního útesu. Tento způsob lovu mohl podle vědců vést až k vyhubení některých druhů zvířat. Když byly zbraně zdokonaleny, tyto bezohledné způsoby lovu se již neprováděly. Je paradoxem, že čím byly zbraně a metody lovu dokonalejší, tím méně zvířat lovci zabíjeli.
Existuje několik hypotéz, snažících se vysvětlit vynález luku pomocí aplikace náhodného objevu. Podle některých údajů byl luk nejprve používán k rozdělávání ohně, vrtání nebo jako hudební nástroj a teprve náhodou bylo zjištěno, že se jeho síla dá použít i k vymrštění šípu. Stejně tak dobře je možné, že k vynálezu luku došlo tak, že si lidé všimli síly ohnutého a náhle narovnaného stromku. Spojení dvou konců pružného dřeva napnutým vláknem, na něž byl přiložen lehký oštěp, jej umožnilo vymrštit s větší rychlostí a přesností než dříve používaný vrhač atlatl.

### Starověk
Kolem roku 2000 př. n. l., v době pozdního neolitu a počátků doby bronzové, se výroba luků a šípů velmi zdokonalila. Přispěl k tomu zejména objev metalurgie, umožňující výrobu měděných a poté i bronzových hrotů. Luk a šíp se staly nástroji, hrající prvořadou úlohu při lovu, ale i v boji. Lučištníci byli pokládáni ve většině starověkých civilizací za elitní složku vojska a luk se stal symbolem války. Předpokládá se, že největší procento padlých ve válkách po dobu celé historie lidstva mají na svědomí právě lučištníci a jejich šípy.

#### Blízký východ

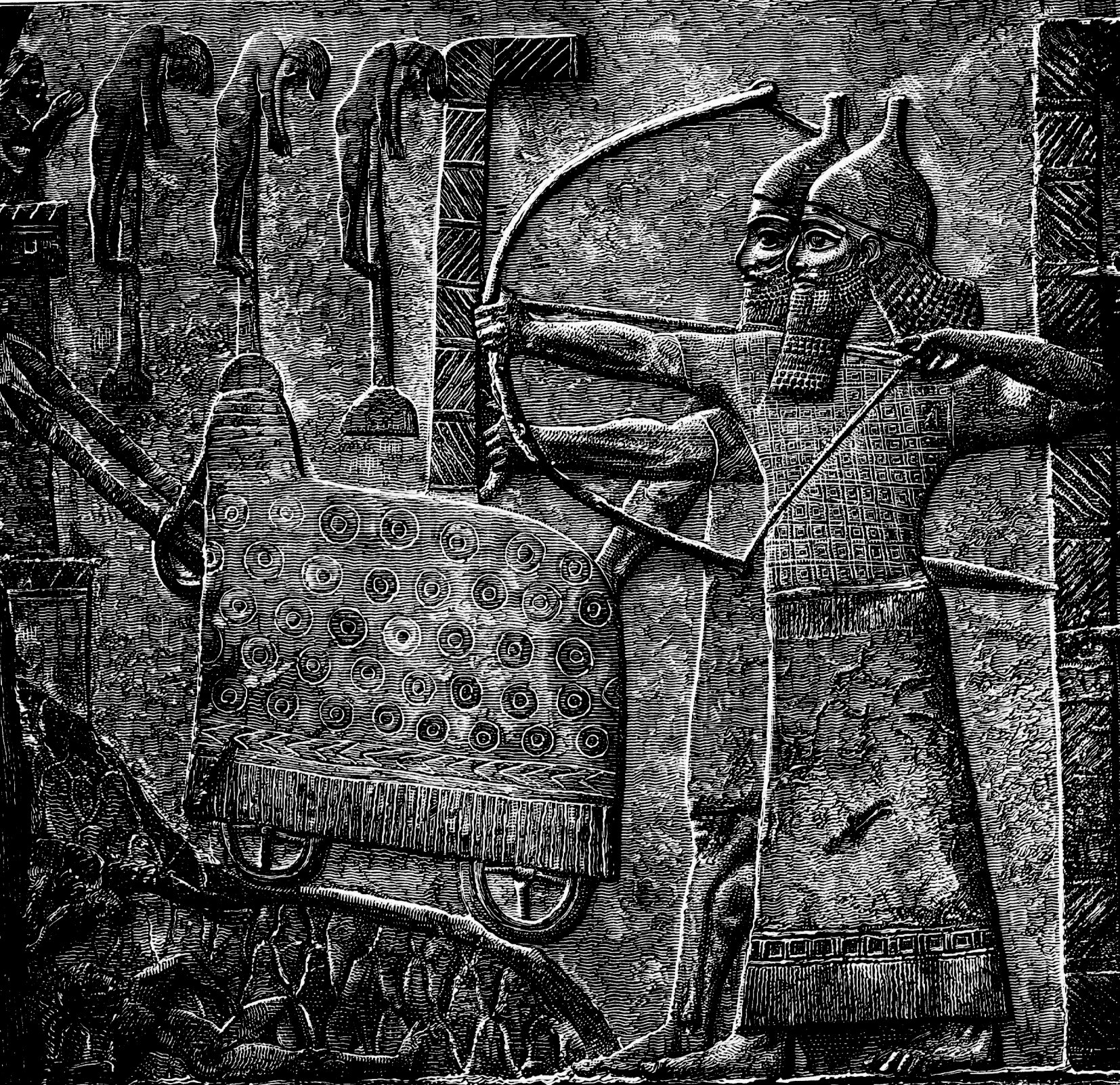
Asyrští lučištníci

Nejstarší obrazové a písemné doklady o použití luku ve válkách pocházejí z oblasti Mezopotámie a Malé Asii.
Zatímco Sumerové ve 3. tis. př. n. l. ještě dávali přednost oštěpům, Babylóňané, Asyřané, Chetité a Churrité ve 2. tis. př. n. l. již stavěli válečnou taktiku především na používání luku. Lučištníci bojovali buďto jako pěšáci, nebo na válečných vozech. Asyrští a babylónští lučištníci stříleli v plné jízdě z dvoukolových válečných vozů. Šípy ukládali po dvaceti kusech do toulců, zavěšených řemením na rameni. Luky a šípy králů a vojevůdců byly bohatě zdobeny slonovinou, zlatem a stříbrem. Jízdní lučištníci se poprvé vyskytují u Churritů kolem roku 1700 př. n. l. Mezopotámské luky měly podle obrazových dokladů často nezvykle trojúhelníkový tvar lučiště. Babylóňané a Asyřané používali luky také při lovu. Lovili jimi nejen gazely a divoké osly, i tak silná a nebezpečná zvířata, jako lvy a divoké tury, svědčí o tom reliéfy z paláce asyrského krále Aššurbanipala (668 – 630/35 př. n. l.), zobrazující panovníka při lovu zvěře ze svého vozu.
Staří Egypťané používali luk při lovu i v boji. Také egyptští lučištníci bojovali na válečných vozech. Pěší lučištníky v egyptském vojsku reprezentovali především Núbijci a Libyjci. Známým lučištníkem byl faraon Amenhotep II., který podle písemných záznamů střílel šípy skrz silné měděné terče z rychle jedoucího vozu. Rovněž Ramesse II. byl vynikající lučištník a na mnoha zobrazeních lukem a šípy poráží své nepřátele. Egyptské luky měly jednoduchý, obloukovitý tvar a byly poměrně dlouhé.
Písemným dokladem o používání luku je i biblický Starý zákon, kde můžeme na mnoha místech číst o luku, o střelbě z luku a o šípech a toulcích, známým biblickým lučištníkem byl Jónatán, syn krále Saula, nebo hrdina Jozue.
Obávanými lučištníky byli Médové a Peršané, kteří podle Hérodota při útoku „svými šípy zastiňovali Slunce“. V Persii byla lukostřelba národním sportem a luk byl atributem krále, reprezentujícím jeho úlohu boje proti zlu. Na mincích krále Dáreia I. je panovník zobrazen jako lučištník. Král Kambýsés byl podle pověsti tak dobrý lučištník, že dokázal zastřelit člověka přesnou ranou do srdce i když byl značně opilý. Perské luky byly podle obrazového materiálu reflexní (dvakrát prohnuté) a poměrně krátké. Perští lučištníci bojovali zpravidla jako pěchota, neměli ochrannou zbroj (nanejvýš přilbu) a používali velké obdélníkové štíty z dřevěných desek nebo proutí.
Rovněž ve starověké Indii má lukostřelba dávnou tradici. Podle Véd byli indoevropští Árjové, kteří obsadili severní Indii mezi lety 1500–1200 př. n. l. lučištníci na válečných vozech. Jen o málo mladší (asi ze 7. stol. př. n. l.) je učebnice lukostřelby Dhanuršástra. Velké indické eposy Rámájana a Mahábhárata jsou plné zmínek o lucích a šípech, střeleckých soutěžích a bitvách. Hrdinové těchto eposů je Ráma a Ardžuna, jejichž nadlidské schopnosti ilustrují eposy právě dokonalým ovládáním luku a šípů. Indické luky byly většinou vyráběny z bambusu nebo z palmového dřeva a byly značně dlouhé (až 180 cm). Indičtí lučištníci bojovali na válečných vozech nebo slonech, méně často jako pěchota. Prameny se zmiňují o mnoha tvarech šípů, často zdobených zlatem nebo drahokamy, stejně jako luky, toulce, zbroj nebo koňské postroje jejich majitelů.
U mnoha starověkých etnik se stal luk posvátným symbolem královské moci a atributem božstev. Nejvyšší bůh Asyřanů Aššur, pán Slunce a Země, byl zpodobňován jako válečník stojící uprostřed rozzářeného Slunce s lukem v levé ruce. Bohyně Ištar byla znázorňována s lukem připraveným ke střelbě, se dvěma šípy u tětivy. Vzadu na rameni má zavěšen toulec. Tuto bohyni uctívali též Babylóňané. Babylónský bůh války a lovu Ninurta (zkomolením jeho jména vznikl biblický Nimrod) bývá rovněž zobrazován s lukem a mečem. Indický bůh Ráma (původně legendární princ, pokládaný za vtělení boha Višnu) bývá zobrazován jako lučištník, také bohyně války, ale i mateřství a ochrany Durga drží ve svých osmi pažích kromě hadů, štítů a mečů také luk a šíp. Indický bůh lásky Káma podle Véd a Purán používá květinové šípy lásky, jeho luk je z cukrové třtiny a místo tětivy má roj včel – tím připomíná antického Eróta a Kupida s jeho šípy lásky.

#### Antika
Pro antické Řeky byla lukostřelba hlavně oblíbeným sportem a jednou z hlavních disciplín starověkých Olympijských her. Luk se v antice uplatnil rovněž při lovu, o čemž svědčí i lovecké spisy Xenofóna či Flavia Arriána. Naproti tomu ve válce dávali Řekové přednost boji muže proti muži, proto se jejich hlavními zbraněmi staly meče a kopí. Lehkoodění lučištníci a prakovníci měli za úkol pouze podporovat útok falangy těžkooděných hoplítů. Např. ve Spartě se lučištníci a prakovníci rekrutovali z ovládané vrstvy heilótů, zatímco hoplíty byli svobodní občané. Později se v řeckých a makedonských armádách objevovali námezdní lučištníci maloasijského, thráckého a skythského původu.
Podobný vztah k lukostřelbě měli i Kartáginci. Zatímco příslušníci pravidelného vojska bojovali kopími, oštěpy, meči a sekerami, numidští a hispánští žoldnéři byli ozbrojení luky a praky. Rovněž Římané vyzbrojovali luky především auxiliarie (pomocné oddíly barbarského původu), zatímco legionáři bojovali oštěpy a meči. Naproti tomu pro Kelty a především Germány měla lukostřelba velký význam. Luk byl pro Germány vedle sekery a meče hlavní zbraní. Pramenů o jeho používání je však poměrně málo.

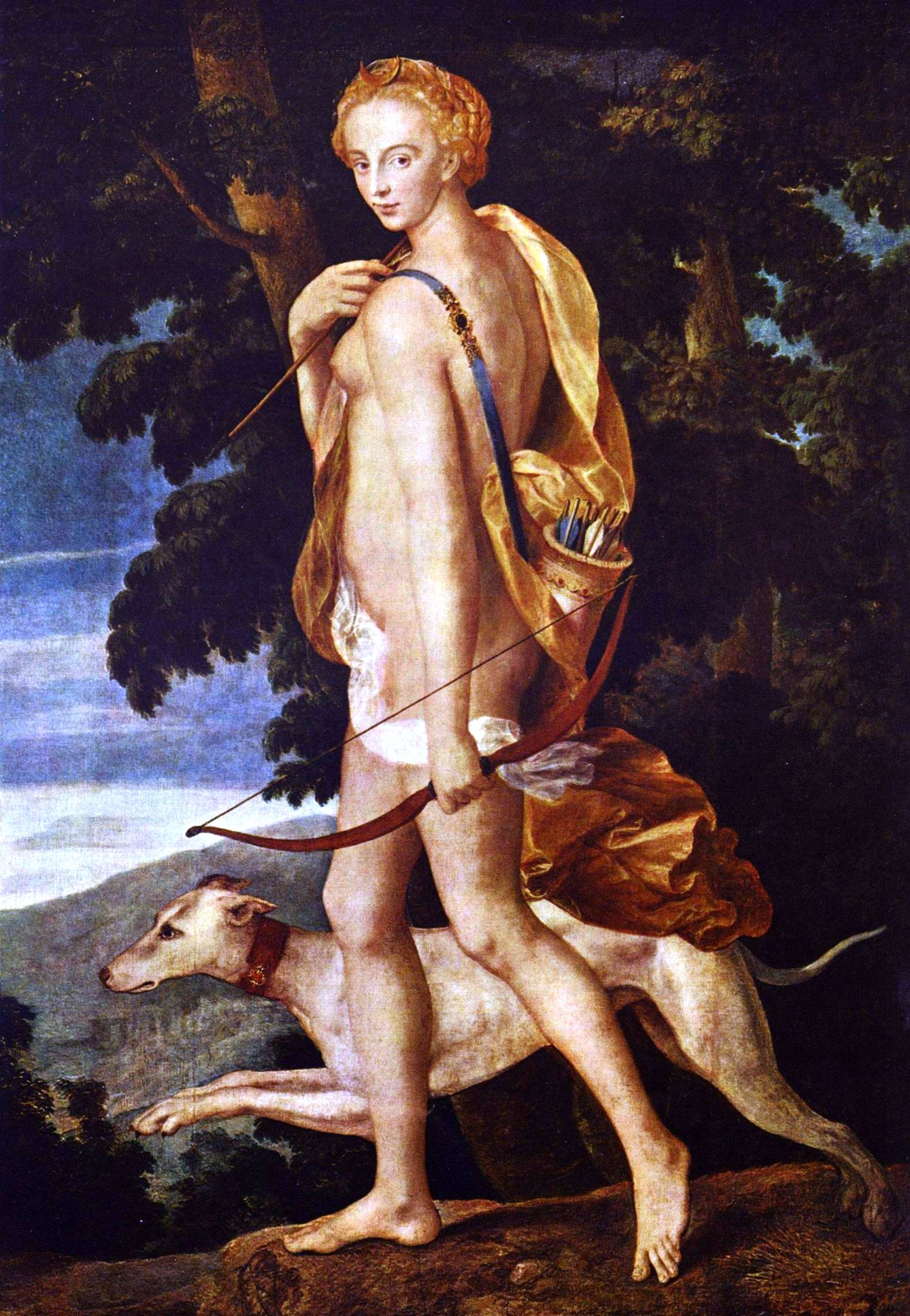
Bohyně Diana na lovu

Více než v antickém vojenství se luk uplatnil v řecké a římské mytologii. Všeobecně známý je okřídlený řecký bůh lásky Eros či římský Amor (Kupido), jenž se snaží ranit svým šípem ty, kteří dosud nepoznali lásku. Také řecká bohyně lovu Artemis (v římské mytologii Diana) je zobrazována s lukem v ruce. Luk je rovněž atributem jejího bratra Apollóna, přestože bývá častěji zobrazován s lyrou. Podle známého mýtu oba božští sourozenci svými šípy usmrtili sedm synů a dcer pyšné královny Nioby, aby potrestali její rouhání. Největší řecký hrdina Héraklés používal smrtící šípy, otrávené jedovatou krví příšery Hydry. Usmrtil s nimi např. orla, který každý den přilétal klovat játra titánu Prométheovi přikovanému ke skále. Héraklés však svými šípy také nešťastnou náhodou smrtelně zranil moudrého kentaura Cheiróna. Podle některých verzí Héraklés nakonec zemřel poté, co jej jeho manželka Déianeira otrávila krví kentaura Nesseha, jehož Héraklés zabil otráveným šípem (jed se smísil s kentauří krví a způsobil Héraklovi takové bolesti, že raději spáchal sebevraždu). Hrdina trojské války Achilles byl zabit trójským princem Paridem, který jej střelil šípem do jediného zranitelného místa na pravé patě. Parida později, při dobývání Tróje, zastřelil šípem chromý řecký válečník Filoktétés. Další z homérských hrdinů, Odysseus, musel obhajovat svoji královskou i manželskou pozici na ostrově Ithaka v lukostřelecké soutěži a nakonec šípy usmrtil zrádné nápadníky své ženy Penelopy.

#### Stepní nomádi

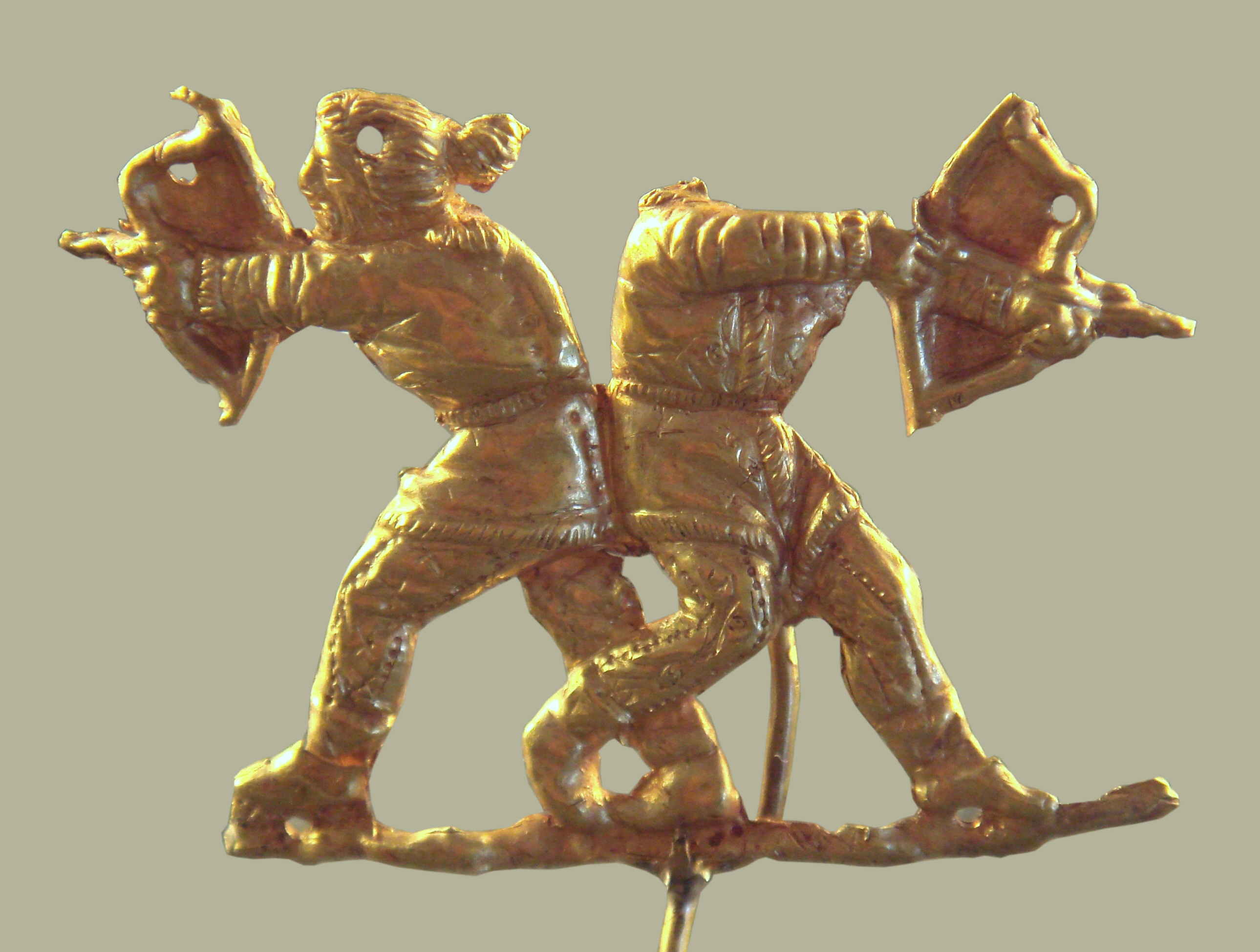
Skythové s luky, Panticapeum (dnes Kerč), 4. století př. n. l.

Skytové a jejich příbuzní, zvláště Massagetové, Sarmaté a Alani obývali rozsáhlé stepní oblasti východní Evropy a Střední Asie od Karpat až po Kavkaz a severní Indii. Jednalo se o íránská etnika, spřízněná s dnešními Osety a Jaghnóbci. Příslušníci těchto nomádských kmenů prosluli jako stateční a krutí válečníci, znepokojující svými nájezdy sousední usedlé národy, zejména Thráky, Řeky, Římany, Peršany i Indy. V armádách všech těchto národů se však vyskytovaly oddíly skytských a sarmatských žoldnéřů. Hlavní zbraní Skytů, Sarmatů a jejich sousedů byl krátký reflexní luk, zhotovený z dřevěného jádra, obaleného vrstvami šlach a rohoviny. Bojovali výhradně jako jízda a svou schopností střílet z luku v plném trysku, a to i proti směru jízdy, udivovali své protivníky. Stejný typ luku a obdobnou taktiku používali na sklonku starověku rovněž Hunové, kteří však kromě luků v boji hojně používali také kopí a lasa.

### Středověk

#### Asie

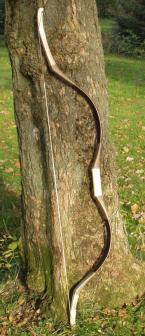
Luk Hunů

V období Stěhování národů byli velmi obávanými lučištníky Alani a zejména Hunové. Jejich jízdní lučištníci udivovali Římany svou zručností, zejména schopností při útěku střílet dozadu, proti směru jízdy. Luky Hunů byly reflexní, lepené z vrstev dřevěných dýh, šlach a rohoviny, velmi podobné pozdějším lukům Mongolů.
Ve výrobě a užívání luků vynikali Arabové, Peršané a Turci. V jejich armádách hrály důležitou úlohu oddíly jízdních i pěších lučištníků. obáváni byli zejména jízdní lučištníci, kteří v boji objížděli nepřátele na hbitých konících a stříleli na ně z krátkých reflexních luků. Podobnou taktiku používali později osmanští Turci, Mongolové, ale také pečeněžští, uherští a kumánští jezdci ve stepích východní Evropy. Evropští rytíři se v průběhu křížových výprav a reconquisty Pyrenejského poloostrova velmi obávali muslimských lučištníků, jejichž šípy pronikaly i kroužkovou zbrojí.
Na bojištích východní Evropy a téměř celé Asie si ve 12. a 13. století vydobyli pověst neporazitelnosti mongolští jezdci Čingischána a jeho nástupců. Jezdecké reflexní luky Seldžuků, Osmanů i Mongolů se vyznačovaly symetrickým dvojitým prohnutím lučiště a byly slepovány z několika vrstev dřevěných dýh (jádro), zvířecích šlach (záda lučiště) a rohoviny (břicho lučiště). Celý luk bývá potažen kůží. Těsně nad ohybem špiček luku jsou umístěny kostěné kobylky pro zachycení tětivy a jejímu držení na středu luku. Luk bývá zdoben ornamenty a pestře barven. Síla luku se pohybuje od 12 do 50 kg. Vyznačují se výjimečnou pružností a dalekým dostřelem. Syn Čingischánova bratra jménem Yesüngge dokázal na mongolské národní slavnosti trefit terč ve vzdálenosti 536 metrů, což byl až do nástupu moderních kompozitních luků historický rekord. V novější historii je zaznamenáno mnoho pokusů, které tuto vzdálenost překonaly. Pokud je použito soudobého luku, je hranice dostřelu někde na dvojnásobku uvedené vzdálenosti.
Ve vypnutém stavu má reflexní luk tvar téměř kruhového oblouku, při napínání se oblouk luku ohne „naruby“ a nakonec vytvoří symetrický, dvakrát prohnutý tvar. Mongolské luky jsou krátké, v napnutém stavu měří jen 120–170 cm a jezdci je nosili u pasu, buďto v toulci společně se šípy, nebo ve zvláštním koženém pouzdře zvaném sahajdak. Šípy jsou dlouhé kolem jednoho metru a mají váhu 100 až 120 gramů. Jejich opeření je z orlího peří, tvoří jej čtyři křidélka a je velmi dlouhé (asi třetina délky šípu). Většina asijských národů napíná tětivu pomocí palce, na rozdíl Evropanů a indiánů, kteří tak činí pomocí tří prstů (tří prstů se užívá i v moderní lukostřelbě). Pro pomoc a ochranu palce proto používají lukostřelecký prsten. Navléká se na palec ruky napínající tětivu a má jazyk chránící bříško palce po vypuštění tětivy. Způsob napínání tětivy ovlivňuje i držení šípu u luku. Proto asijští lučištníci přikládají šíp na pravou stranu luku, tedy na palec. Mířících znamének se nepoužívá, střílí se výhradně odhadem dráhy letu šípu. Mongolové si lukostřelby cení dodnes a pokládají ji za svůj národní sport, staré umění výroby luků však již ovládá jen několik málo mistrů. Turnaje v lukostřelbě jsou spolu se zápasem a dostihy součástí mongolského národního svátku nádam. Střílí se na 40 kroků do dřevěných špalíků nebo velkých klubek z kožených řemínků, ležících na zemi. Další disciplínou je střelba na co největší vzdálenost (něco jako vrh oštěpem). Rovněž v Tibetu, Bhútánu, Jižní Koreji a některých oblastech Sibiře je lukostřelba dodnes národním sportem a dbá se na udržování její tradice.
Lukostřelba má dávné tradice také v Číně. Jeden z nejstarších čínských mýtů hovoří o lučištníku Jaovi, který sestřelil dvě nadbytečná slunce, jež přílišným žárem spalovala zemský povrch. Luk byl ve starověké Číně zbraní jezdců a bojovníků na válečných vozech, složil k lovu i k boji, ale od 4. stol. př. n. l. začal být vytlačován kuší. Nový rozkvět doznala čínská lukostřelba až pod vlivem Mongolů za vlády dynastie Jüan ve 13.–14. stol. n. l.

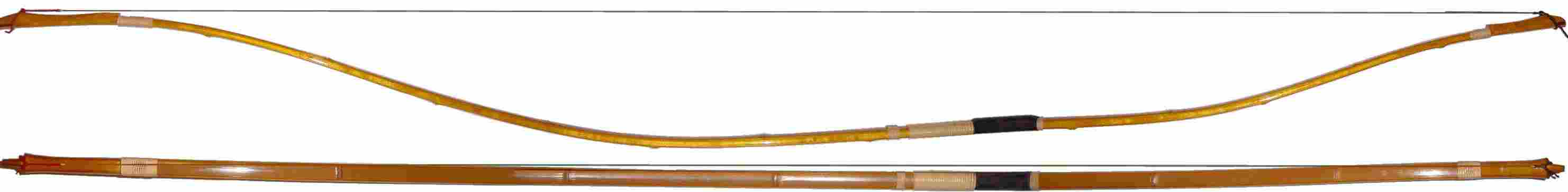
Japonský asymetrický luk

Ve středověkém Japonsku se luky vyráběly z bambusových stromků. Japonské luky jsou značně dlouhé, některé jsou dlouhé, až 220 cm, a vyznačují se asymetrickým tvarem lučiště. Horní část lučiště mají výrazně delší než část spodní, tj. asi v poměru 2/3 : 1/3. Šípy jsou velmi dlouhé, jejich délka se měří od svislé osy těla po délce natažené paže v ose ramen, asi 5 cm přes délku prstů. Střílí se výhradně instinktivně. Japonské umění lukostřelby se nazývá kjúdó má i svůj duchovní přesah a je dodnes úzce spojena se zenovým buddhismem a uměním meditace.

#### Afrika

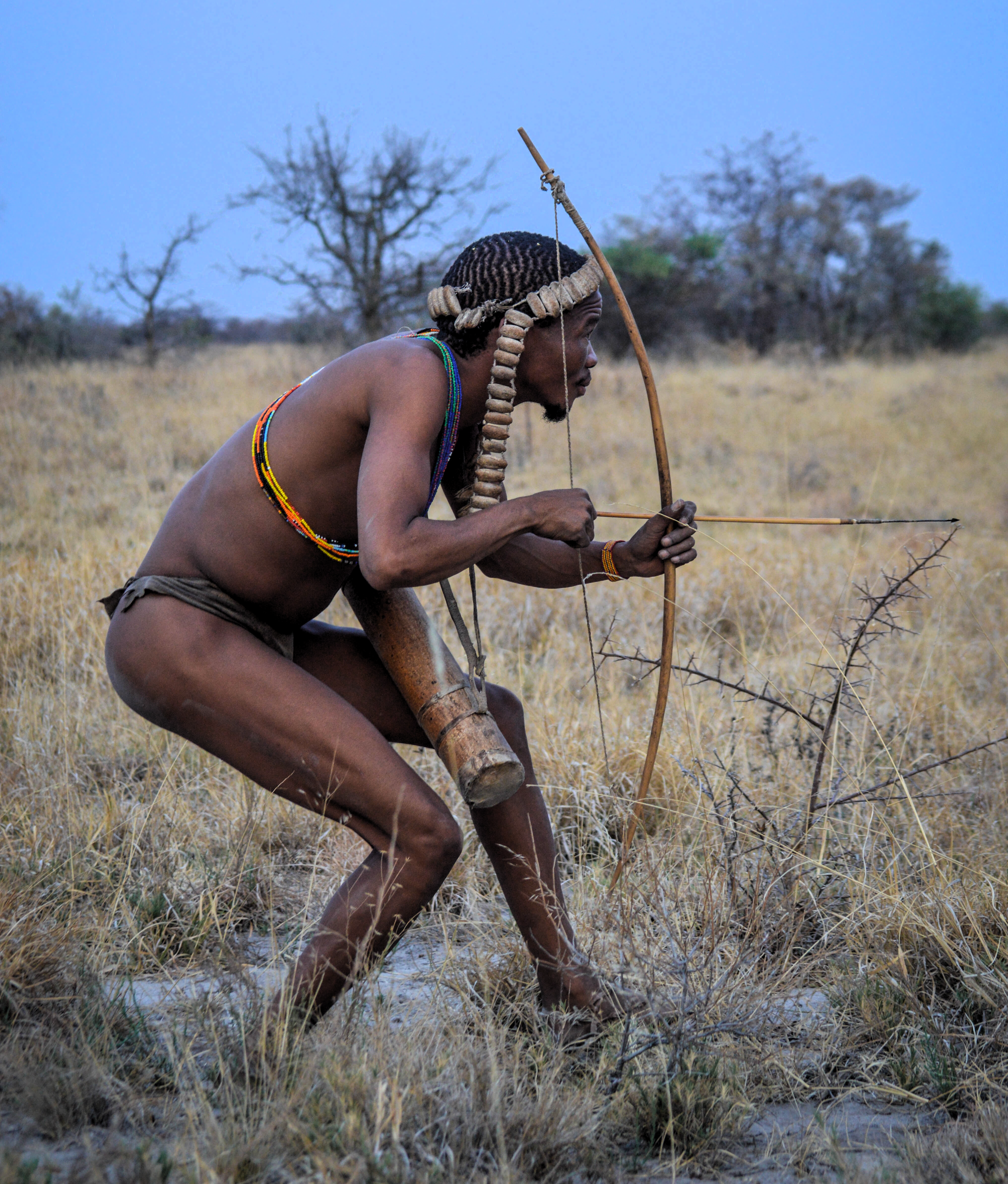
San (Křovák) na lovu s lukem

V severní Africe měla lukostřelba vysokou úroveň již od dob starých Egypťanů a v průběhu středověku byla ještě zdokonalena Araby a Berbery. Obyvatelé subsaharské Afriky však dodnes požívají luky a šípy, podobající se lukům z období paleolitu. Luky afrických lovců vypadaly ještě ve 20. století takřka stejně, jak je popsal Hérodotos, když vyprávěl o Núbijcích, bojujících ve vojsku perského krále Xerxa při jeho tažení do Řecka. Vyrábějí se z ohnutých stromků nebo větví, často bez zářezů pro tětivu, která se zhotovuje z kůže, lýka, sušených střívek nebo provázků a připevňuje se pouhým přivázáním. Šípy jsou obvykle krátké, mnohdy jim chybí opeření a často mívají otrávené hroty. Snad právě účinné šípové jedy způsobily ustrnutí africké lukostřelby na těchto jednoduchých formách. Luky a otrávené šípy používají afričtí pytláci i dnes, především proto, že jsou oproti pušce tiché a lze je snadno ukrýt. Afričané používají k výrobě šípových jedů mléčných šťáv získaných z rostlin Apocantheum frisiorum, pryšců rodu Euphorbia nebo sukulentní rostliny Adenium obesum, pěstované pro své růžové květy i v Evropě, Sanové vyrábějí jed i z larev jihoafrických mandelinek rodu Diamphidia. Je zajímavé, že v Africe slouží luky a šípy téměř výlučně k lovu, jako válečnou zbraň preferovali afričtí domorodci vždy oštěp či kopí.

#### Indiáni

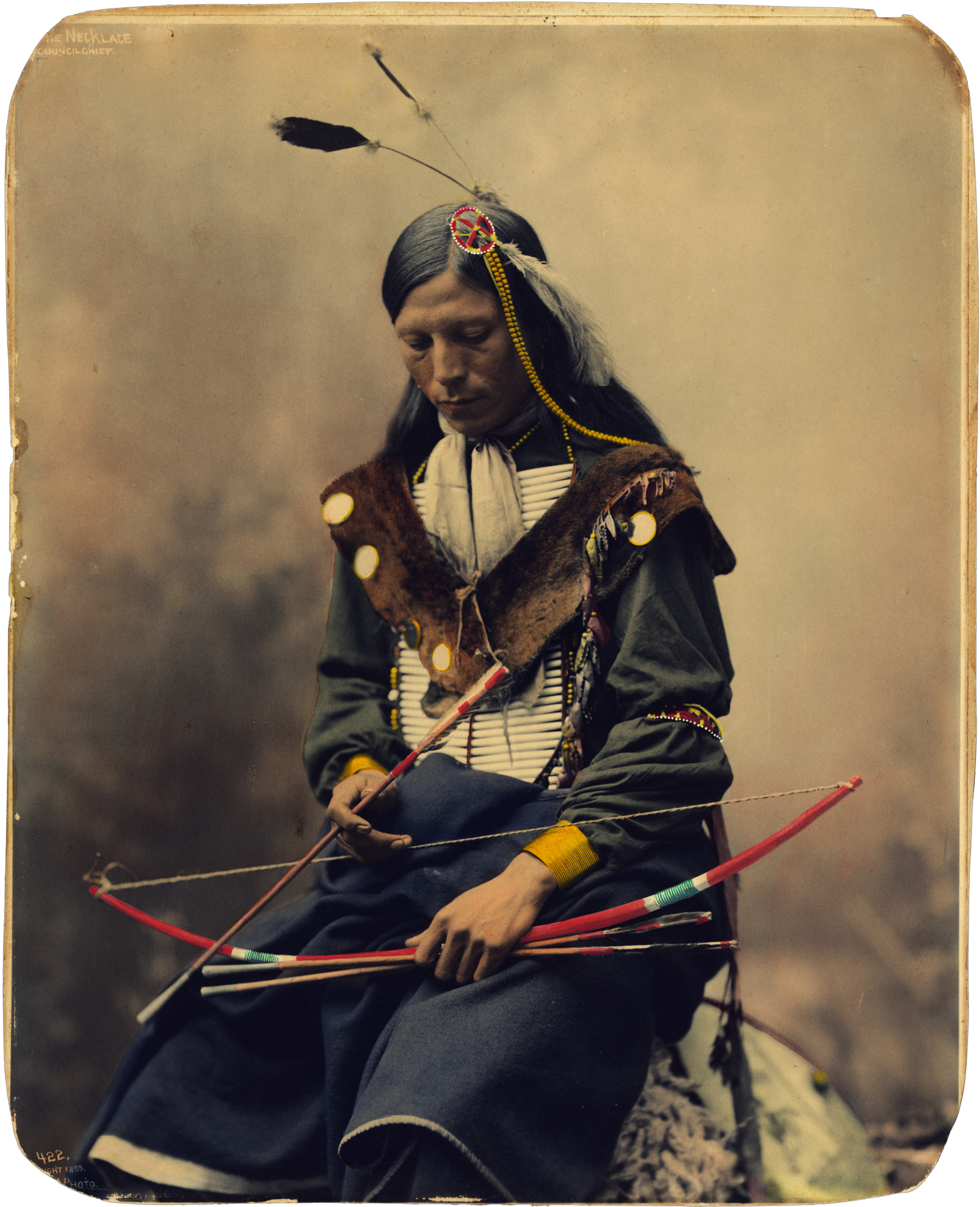
Náčelník Oglalů (Siouxové) s krátkým rovným lukem

Také severoameričtí Indiáni byli velmi dobrými střelci a výrobci luků. Délka luků byla až dva metry a byly zhotovovány z tisu, ořechovce, někdy z cedru. Nejdelší luky vyráběli indiáni z jihovýchodu, např. Seminolové, naproti tomu kmeny z plání, jako Lakotové, Šajeni, Černonožci a Komančové měli luky kratší, uzpůsobené ke střelbě z koňského sedla. Indiáni znali také reflexní luky z rohů bizona či ovce tlustorohé, jako zhotovovali např. Šošoni nebo luky ze dřeva vyztuženého šlachami, které dodávaly luku větší pružnost, např. u Apačů a Navahů. Na kratší vzdálenosti byly velmi přesné, neměly však velký dostřel.
Ve středoamerických civilizacích Mayů, Toltéků a Aztéků nebyla lukostřelba příliš rozšířená. Ačkoli luk a šípy znali, v boji dávali přednost kyjům, kopím, popřípadě oštěpům, vrhaním pomocí atlatlu. Jedním z důvodů malého rozšíření luku mohl být i fakt, že středoameričtí válečníci dávali přednost zajímání živých nepřátel (aby je mohli prodat do otroctví nebo obětovat). V armádě Aztéků bojovali lučištníci z vazalských kmenů Otomíů a Čičiméků ze severu Mexika. Luk se příliš neuplatnil ani ve válečnictví andských indiánů, jako byli Močikové, Čimúové a Inkové. Luk a šípy sice znali, ale v boji dávali přednost prakům, oštěpům a palicím.
Důležitou roli dosud hraje luk v životě amazonských indiánů, kteří s ním loví menší zvěř, ptáky, opice, ale i ryby. Hroty šípů vyrábějí ze zvířecích kostí nebo z ostrých bambusových štěpin, znají i šípy zápalné a hvízdající, nebo tupé šípy, jimiž je možno kořist pouze omráčit. Luky amazonských lovců jsou poměrně dlouhé. Janomamové z orinockých pralesů mívají až dvoumetrové luky a stejně dlouhé jsou i šípy, většinou opatřené otráveným hrotem.  Nejdelší, až třímetrové luky mají indiáni Sirionové z bolivijské Amazonie. Amazonské luky jsou konstrukčně jednoduché, ale jejich majitelé věnují velkou pozornost jejich zdobení vyřezáváním, vypalováním nebo vyvazováním různých ornamentů. Snad nejkrásnější luky, bohatě ozdobené složitými obrazci z barveného lýka a bavlněné příze, zhotovovali indiáni Šipivové z peruánské Amazonie. Šamani amazonských kmenů používali k rituálním účelům maličké luky, připomínající spíš dětské hračky.
I když luk a šípy neodmyslitelně patří k naší představě indiána, existují především v Jižní Americe kmeny, které luk nikdy nepoužívaly a dodnes dávají přednost vrhači oštěpů (atlaltl), praku či foukačce. Patří k nim např. Kofánové, Chívarové, Huitotové, Borové, Waoraniové či Jaguové. 
Luky a šípy začaly být v Americe používány až v 1. tisíciletí př. n. l. Předtím používali předkové indiánů pouze jednoduchý vrhač oštěpů, tzv. atlatl. Tím se vymršťovaly kratší oštěpy a kopí s větší účinností, než kdyby se vrhala běžným způsobem. Na atlatlu, který nemá s lukem po technické stránce nic společného, je ale zajímavé, že vrhací síla nepůsobí v těžišti, ale na konci vrhaného kopí nebo oštěpu. Totéž se děje i u luku, resp. u šípu. Pod názvem „vumera“ (woomera) používají vrhač oštěpů také australší Aboriginci, u nichž se luk nikdy nerozšířil.

#### Středověká Evropa

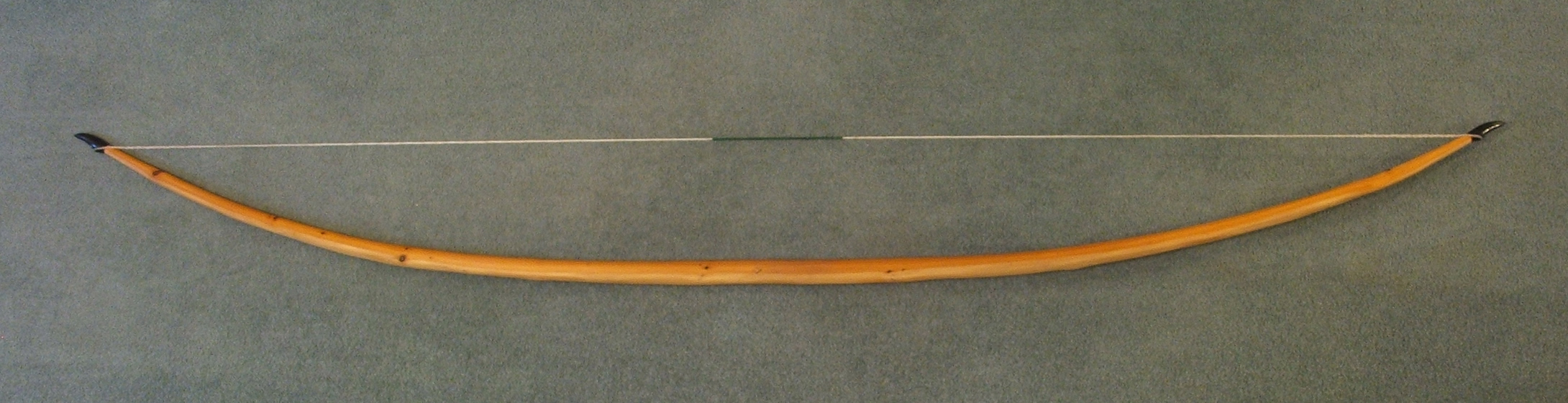
Anglický dlouhý luk z tisu, 2 m dlouhý.

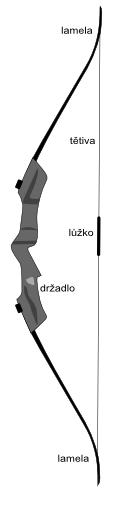
Dřevěný moderní luk s odnímatelnými rameny

Po celý středověk, od doby Stěhování národů až do 17. stol. byl v Evropě luk důležitou loveckou a válečnou zbraní, i když od 13. stol. začal být na evropském kontinentě vytlačován kuší a od 15. stol. palnými zbraněmi. Vynikajícími lučištníky byli Slované, používající podle byzantských pramenů dokonce otrávené šípy, keltští Velšané a Skoti i germánští Sasové, Dánové a Vikingové. Luky Velšanů se vyráběly ze dřeva tisu, luky Sasů byly zhotoveny z jilmu. Byly dlouhé až 2 m, mimořádně silné a průbojné, zejména na kratší vzdálenosti. Jedná se o předchůdce pověstných dlouhých luků Angličanů ve vrcholném středověku. Uvádí se, že etnonymum Skotů vzniklo od staroanglického „sciot“, což znamenalo lukostřelec. Výborně vycvičené oddíly lučištníků měli také Normané, uvádí se, že bitvu u Hastingsu rozhodli kromě normanské těžké jízdy také lučištníci vévody Viléma Dobyvatele.
Luk byl ve středověké Evropě pokládán za méně ušlechtilou zbraň, než kopí nebo meč, protože jím bylo možno zabíjet ze zálohy. Výstřel šípu ukončil život řady významných válečníků středověku. Například oddíl franckého markraběte Rolanda byl při přechodu Pyrenejí zničen útokem Basků, kteří Franky, táhnoucí soutěskou, z vrcholů skal zabíjeli šípy a kameny. Anglický král Harold II. byl v bitvě u Hastingsu zřejmě usmrcen šípem, který ho trefil do oka. Karel IV. byl zraněn šípem v bitvě u Kresčaku. 
Často kladenou otázkou bývá bojová vzdálenost, na kterou se luky používaly. Obvykle to bývalo na asi 180 až 210 metrů v salvě. Dlouhé luky dosáhly až o 20 metrů dál a o dalších 20 metrů dál pak dostřelily kuše. V bitvě u Kresčaku měli být střeleckou silou na francouzské straně najatí benátští střelci z kuší s dosahem asi 240 až 250 m. Díky zvlhlým tětivám ale jejich kuše střílely o 40 metrů méně a proto byli přestříleni anglickými lukostřelci s dlouhými luky, kteří benátské oddíly obrátili na ústup.
Luk býval spojován spíše s nižšími vrstvami než s rytíři. Legendárním lučištníkem středověku se stal anglický zbojník Robin Hood. V opatství Kirklerském je dosud hrob, na kterém je pravé jméno tohoto zbojníka – Robert, hrabě z Huntingtonu. Podle legendy před svou smrtí vystřelil z okna poslední šíp s přáním, aby byl pohřben tam, kam tento šíp dopadne. Anglický spisovatel Walter Scott popisuje Robinovu zručnost ve střelbě v románu Ivanhoe. Dnes se však většina odborníků domnívá, že Robin Hood nebyl skutečnou historickou osobností, ale spíš mytickou postavou, mající za předlohu několik historických osob.
Angličané používali luku více než ostatní armády evropského středověku. Jejich pěší vojáci, vyzbrojení dlouhými luky, rozhodli celou řadu bitev, jak proti Skotům, tak později za stoleté války proti Francouzům. K nejznámějším příkladům patří bitva u Kresčaku a u Azincourtu. Lukostřelci plnili úkol „střelecké přípravy“, tj. měli za cíl co nejvíce rozvrátit šiky nepřítele. Salvám šípů, padajících z výšky se značnou průrazností a často za ochranné štíty, odolal málokdo. Podle kronikáře Froissarta byl anglický lučištník na vzdálenost 30 kroků schopen prostřelit stehno rytíře, chráněné plátovou zbrojí a ještě usmrtit koně, na němž rytíř seděl. V Anglii byla také vydána první známá kniha popisující způsob výcviku ve střelbě z luku. Byla vytištěna za vlády Jindřicha VIII. Autor Roger Ashamov byl odměněn roční penzí 10 liber. V této době bylo podle rozkazu panovníka povinností každého občana cvičit se ve střelbě lukem.
Ještě v letech, kdy většina evropských zemí používala např. při námořních bitvách, při bojích na kratší vzdálenost, již pistole, bojovali angličtí námořníci luky a šípy. Naposledy bojovali angličtí lučištníci s dlouhými luky za anglické občanské války ve 40. letech 17. století, ve Skotsku přežil dokonce až do jakobitského povstání a lučištníci bojovali ještě u Cullodenu roku 1746. V 17. a 18. století používali luk také polští vojáci, v Sienkiewiczově románu Pan Wolodyjowski, který se odehrává na konci 17. století, říká starý voják Muszalski, že luk je lepší než pistole a střílí lukem Turky. Nejdéle přežili lučištníci v ruském vojsku, kde bojovali ještě v napoleonských válkách, jednalo se o jízdní oddíly Baškirů a Kalmyků.
Cechy lukařů byly ve středověku velmi početné a jejich členové byli pro svou dovednost ve zhotovování luků a šípů ve všech zemích váženými řemeslníky. Od 13. stol. je v Evropě doložen i počátek lukostřeleckého sportu v podobě tzv. „ptačí střelby“. Tyto události se pořádaly o letnicích a střelci při nich sestřelovali dřevěnou figurku ptáka s roztaženými křídly. Kdo srazil pravé křídlo, stal se „pravým pobočníkem“, kdo levé křídlo „levým pobočníkem“ a střelec, který dokázal zasáhnout zbytek ptáka se stal „ptačím králem“ či „králem střelců“. Výhry byly spojeny i s hmotnými cenami, např. voly nebo koňmi. Poprvé byl tento sport doložen ve Flandrech, odkud se rozšířil do Francie i Svaté říše římské, od poloviny 14. stol. se „střelba ku ptáku“ pořádala i v českých zemích. Tyto střelecké soutěže přežily až do 19. stol., i když se později místo luků používaly kuše a nakonec pušky.

### Novověk a 20. století
V průběhu 17. a počátku 18. stol. skončila v Evropě éra luku jako válečné a lovecké zbraně. V průběhu 19. stol. jej vytlačily z vojenské výzbroje palné zbraně také v Osmanské říši, Persii a Indii, koncem 19. stol. přestal být používám také v Japonsku, Číně, Arábii a severní Africe. Až do 20. stol. používali luk severoameričtí a patagonští indiáni, živou zbraní zůstává luk v Amazonii a některých oblastech subsaharské Afriky.
Tradice moderní sportovní lukostřelby sahá do 19. stol., kdy se v souvislosti s romantismem a obnovou zájmu o středověk začala rozvíjet ve Velké Británii. Odtud se v průběhu 19. stol. sportovní lukostřelba šířila šířila na evropský kontinent (zejména Francie) a do USA, kde byl založen již roku 1828 první klub lukostřelců v Philadelphii. Brzy se stala prestižním a na sklonku 19. stol. dokonce olympijským sportem. Střílí se sportovním zvratným reflexním kompozitním lukem (tzv. olympijský luk).
Moderní lovecká lukostřelba vznikla v USA až v průběhu 20. stol. Její historie začala roku 1911, kdy americký lékař Saxton Pope léčil nemocného indiána Ishiho z kalifornského kmene Yani. Pope se od indiánského lovce naučil používat tradiční luk a lovit jím zvěř. Jeho kniha „Lov lukem a šípem“ a filmy, které byly o lovu lukem natočeny, vzbudily opět zájem americké veřejnosti o lukostřelbu. Lovecká lukostřelba je v USA stále velmi populární a od 70. let 20. stol. se šíří i do Evropy. Zde ale tak pozitivně přijímána není. Ochránci zvířat, myslivci i zoologové se shodují na tom, že se jedná o nešetrný a nehumánní způsob lovu, při němž je zvěř málokdy usmrcena prvním šípem a často se dlouho trýzní s jedním nebo více šípy v těle. Luky a kuše jsou pro svou tichost také často zneužívány pytláky k ilegálnímu odstřelu zvěře.
Více informací najdete v článku lukostřelba.

### České země

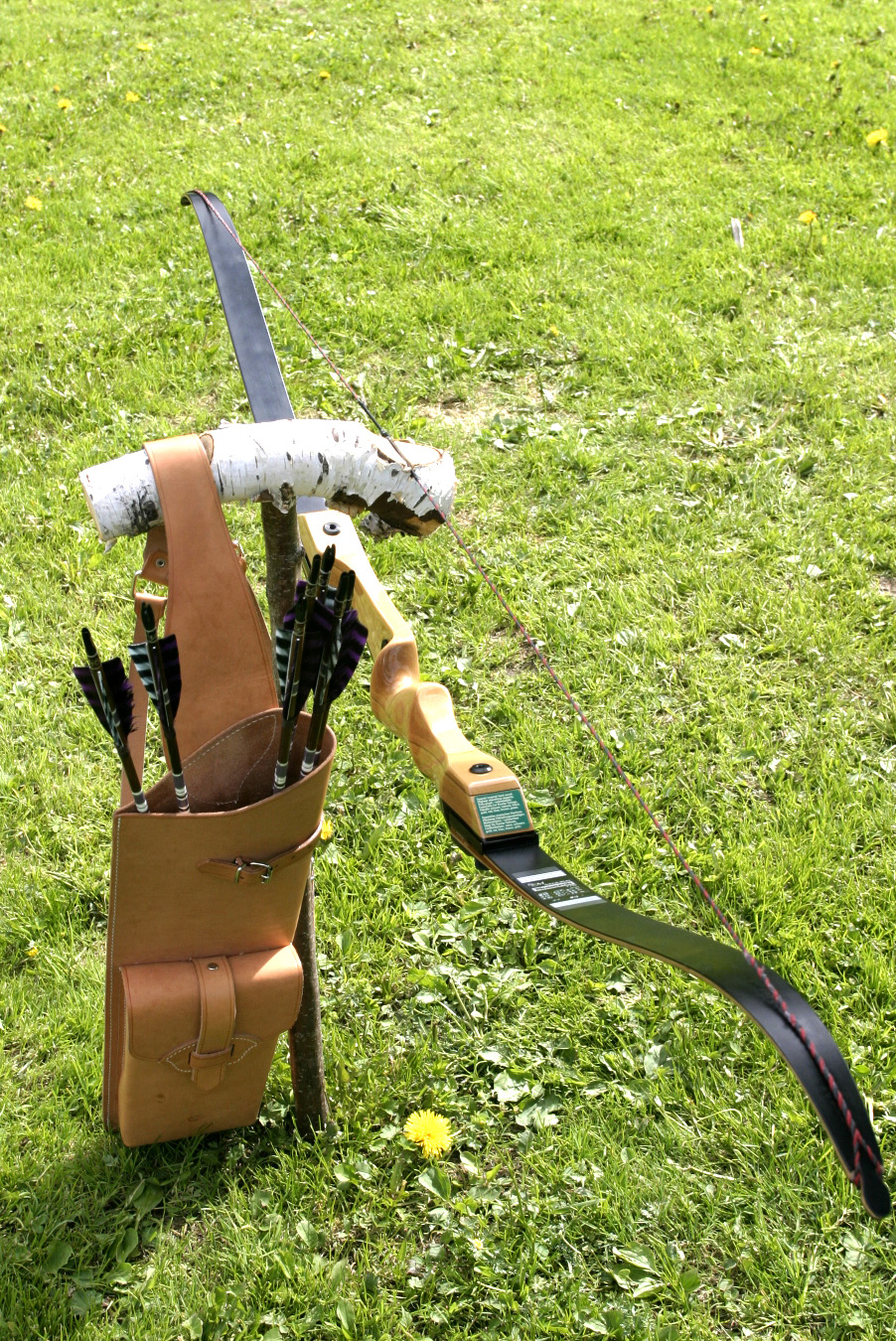
Moderní luk a šípy

První možné důkazy o používání luků na českém území pocházejí z neolitu, jednoznačné důkazy pak z eneolitu. V době bronzové byl luk rovněž v arzenálu zbraní místních etnik. V době železné používali luk Keltové. Archeologické nálezy z této doby potvrzují používání luku těmito lidmi řadou nálezů hrotů šípů a pískovcových rovnačů tětiv. Vyráběny byly luky jednoduché, z javorového nebo tisového dřeva. Kromě rovnačů tětiv byly také nalezeny chrániče na ruku z břidlice nebo buližníku. Pak je zde značná časová mezera, do které spadá slovanské osídlení našeho území a počátky křesťanství. Luky a šípy se zde ale jistě používaly stále.
Ve středověku se stal luk a šíp nutnou výstrojí vojenských sborů. Byly tvořeny početné lučištnické oddíly, jejichž zdatnost rozhodovala v bitvách. Nejlepší lukostřelci byli vybíráni do královských vojenských oddílů. Za panování krále Karla IV. dostali pražští lukostřelci svoji střelnici pod hradbami u nynější Prašné brány. Kromě Karla IV. holdovali střelbě z luku i Jan Lucemburský (padl v bitvě u Kresčaku, kterou Angličané vyhráli díky lepší střelbě svých lukostřelců), Vladislavové i Rudolf II. Za Karla IV. se stala lukostřelba cvičením pro každého.
Lukostřelci dostávali značnou přímou podporu od samotného Karla IV. i od pražských městských konšelů a celé řady českých a moravských měst. Byly pořádány střelecké soutěže a jejich vyvrcholením byly lukostřelecké slavnosti o letnicích. Lukostřelbě se věnovaly všechny vrstvy obyvatel. Česká a moravská města mezi sebou soutěžila v lukostřelbě. Nejpočetnějším lukostřeleckým sborem byli pražští lučištníci.
Rozvoj a popularita lukostřelby šly tak daleko, že se střílelo po všech pražských zahradách a lukostřelba se stala nebezpečnou zábavou. Proto byly lukostřelcům trvale přiděleny říční ostrovy, aby se předešlo nebezpečí častých zranění. Byla to nynější Štvanice a Střelecký ostrov. Tradici lukostřelby na Střeleckém ostrově udržuje alespoň během zimních tréninků lukostřelecký oddíl SK Start Praha.
Také husité měli početné lučištnické oddíly. V husitských dobách ale již docházelo k současnému používání luků, kuší a počínajících lehčích palných zbraní (hákovnice a píšťaly).
V době pobělohorské (17. stol.) zanikly lučištnické sbory, zmizeli i početní výrobci luků, šípů a toulců, protože třicetiletá válka ukázala, že další vývoj střelných zbraní se bude zaměřovat především na palné zbraně. Jedna z posledních zmínek o lukostřelcích je v Jiráskově F. L. Věkovi, kde se vypráví o přehlídce vojska generála Suvorova na Karlínském poli před tažením do Francie, na kterém byly obdivovány útvary Tatarů s luky. V pozdější době pak luk ustoupil úplně palným zbraním.

## Galerie

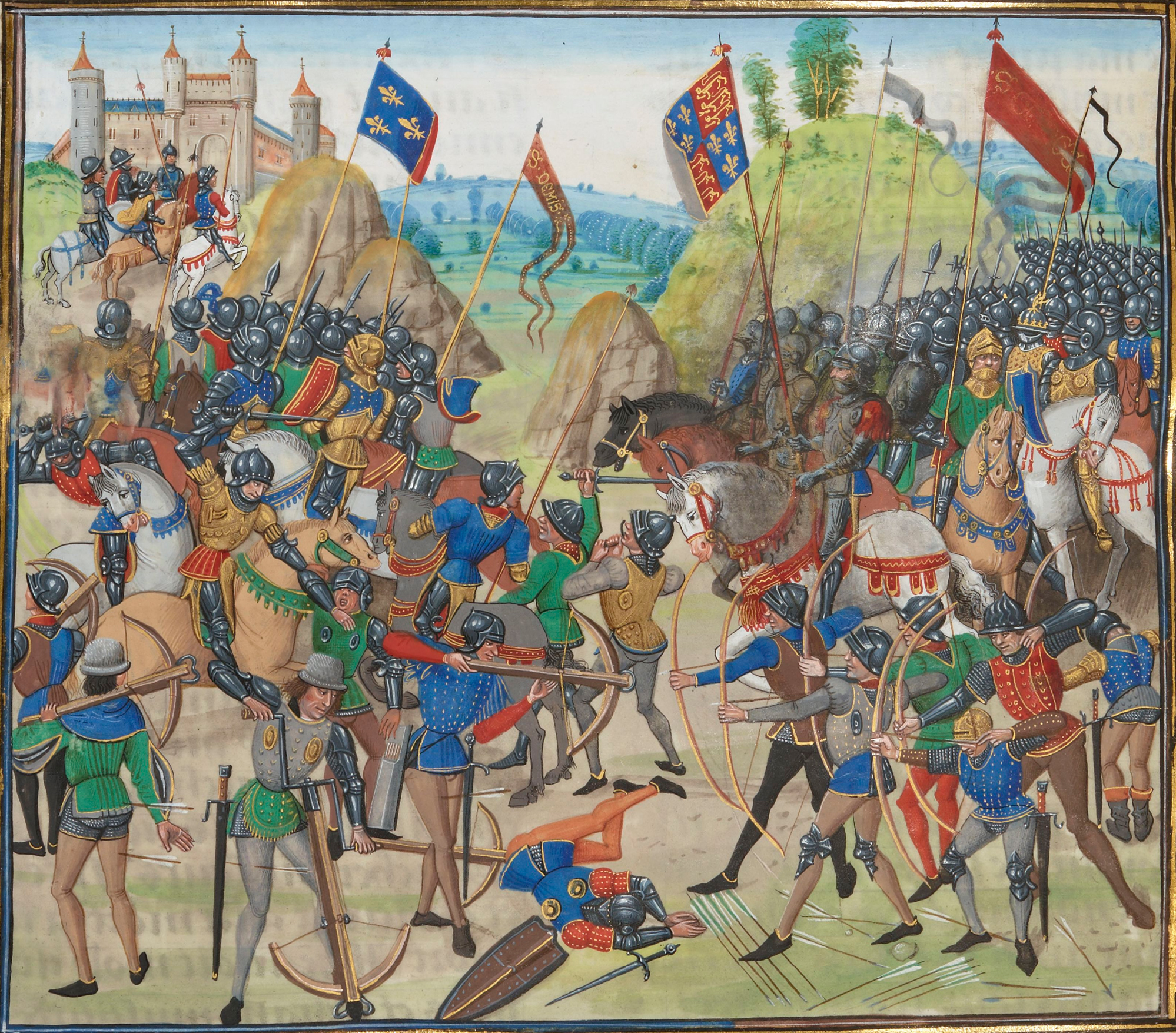
Bitva u Kresčaku
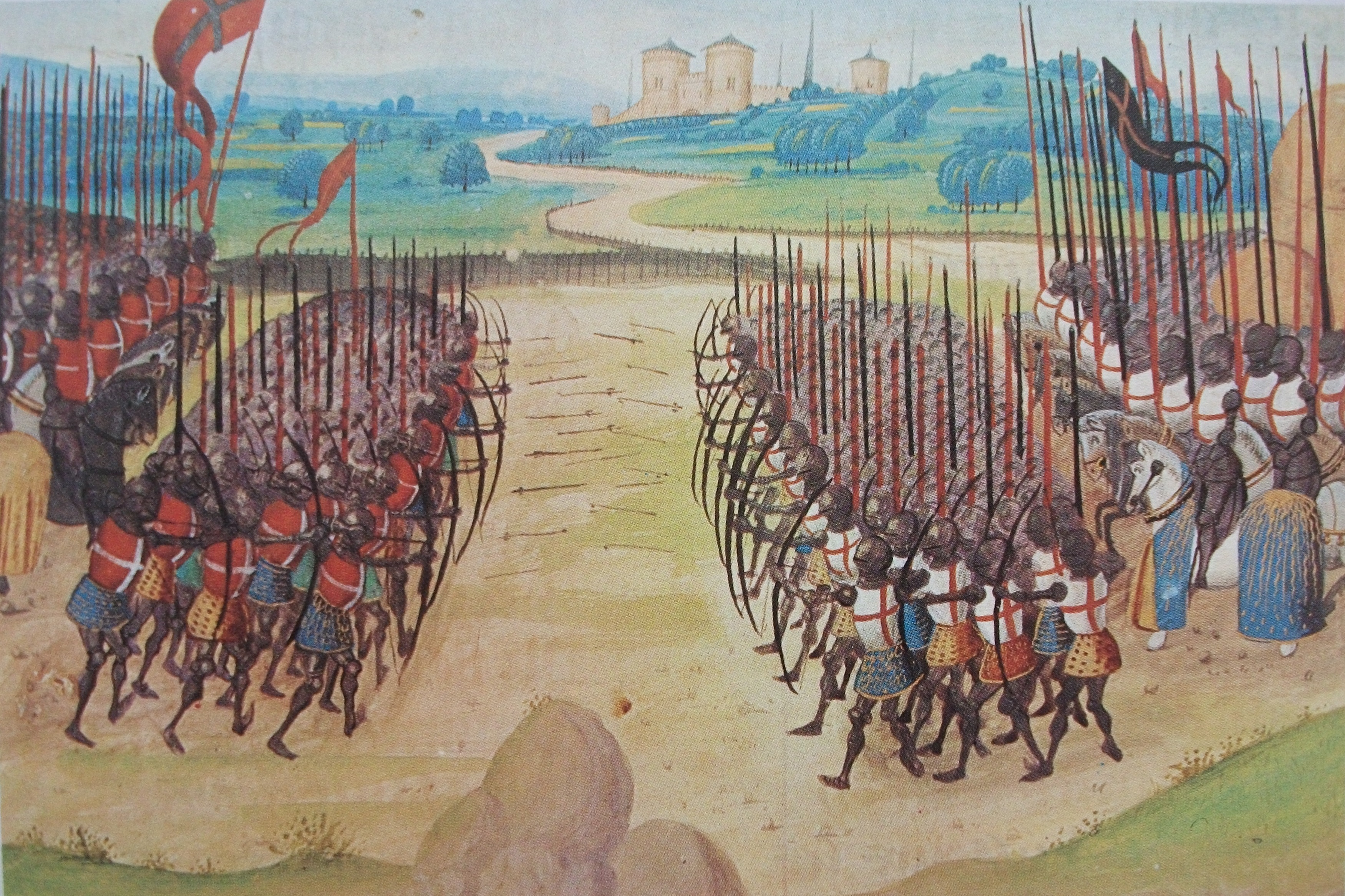
Bitva u Azincourtu
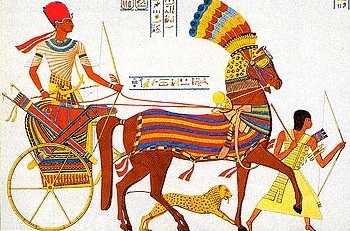
Egyptský válečný vůz a typický trojúhelníkový luk
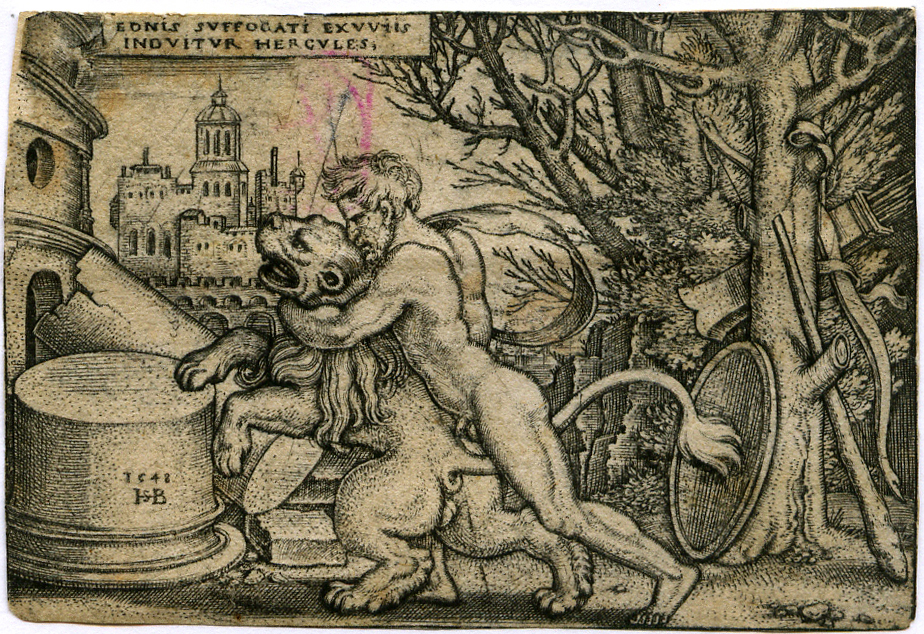
Hercules zabijí nemejského lva (jeho luk visí na stromě)
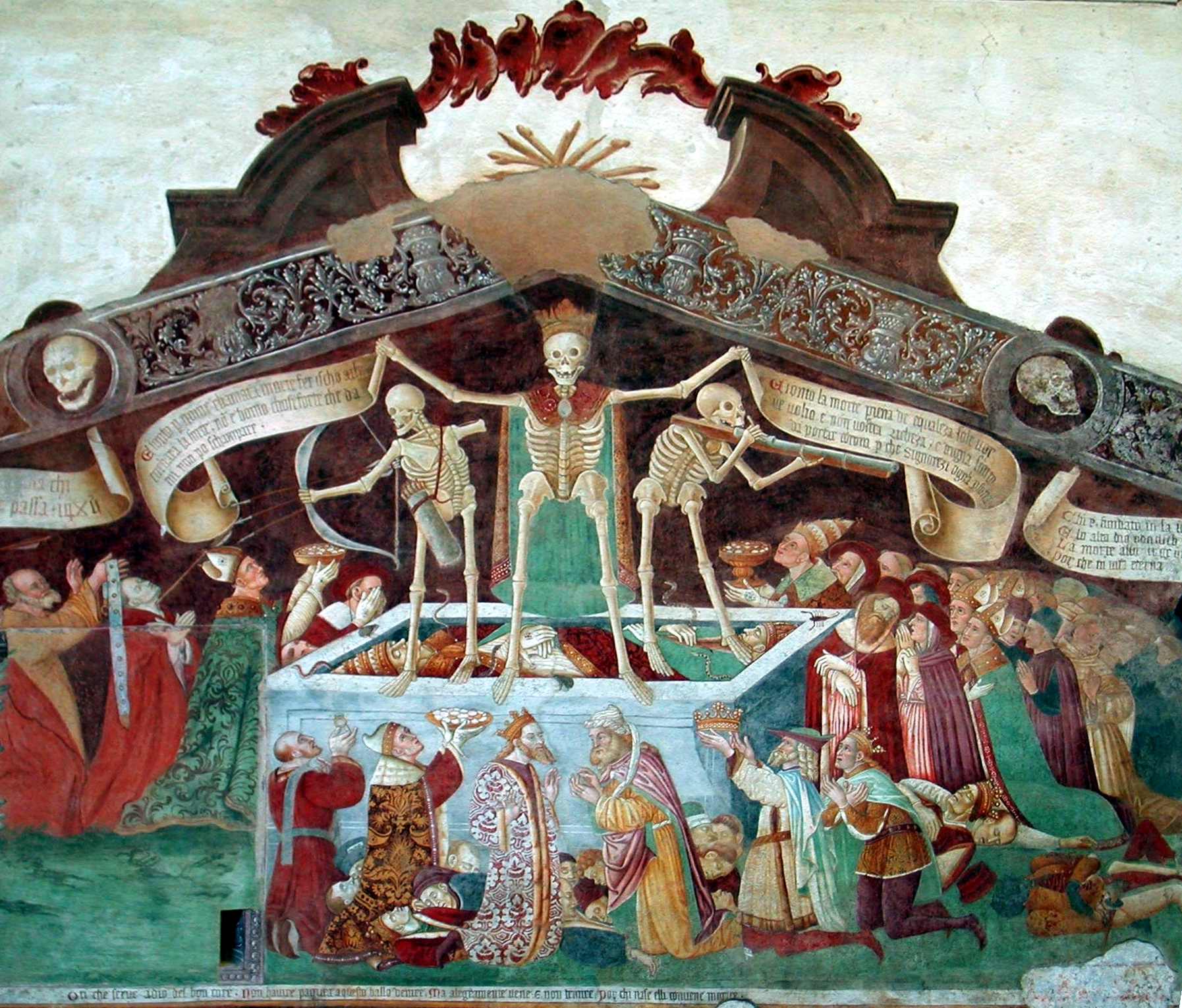
Smrt jako lukostřelec se třemi současně vystřelenými šípy (Tanec smrti „Danse Macabre“)
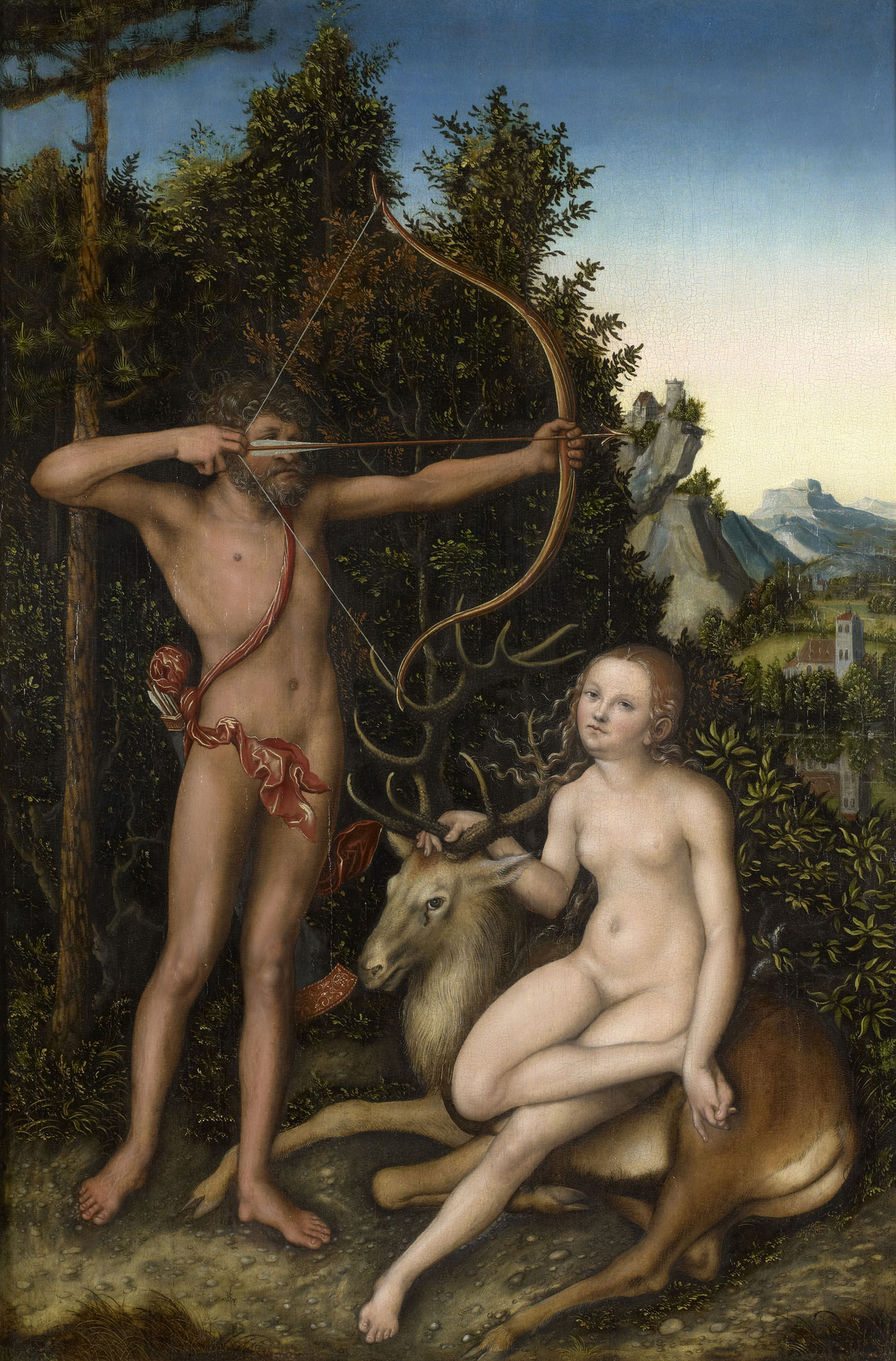
Apollón a Diana
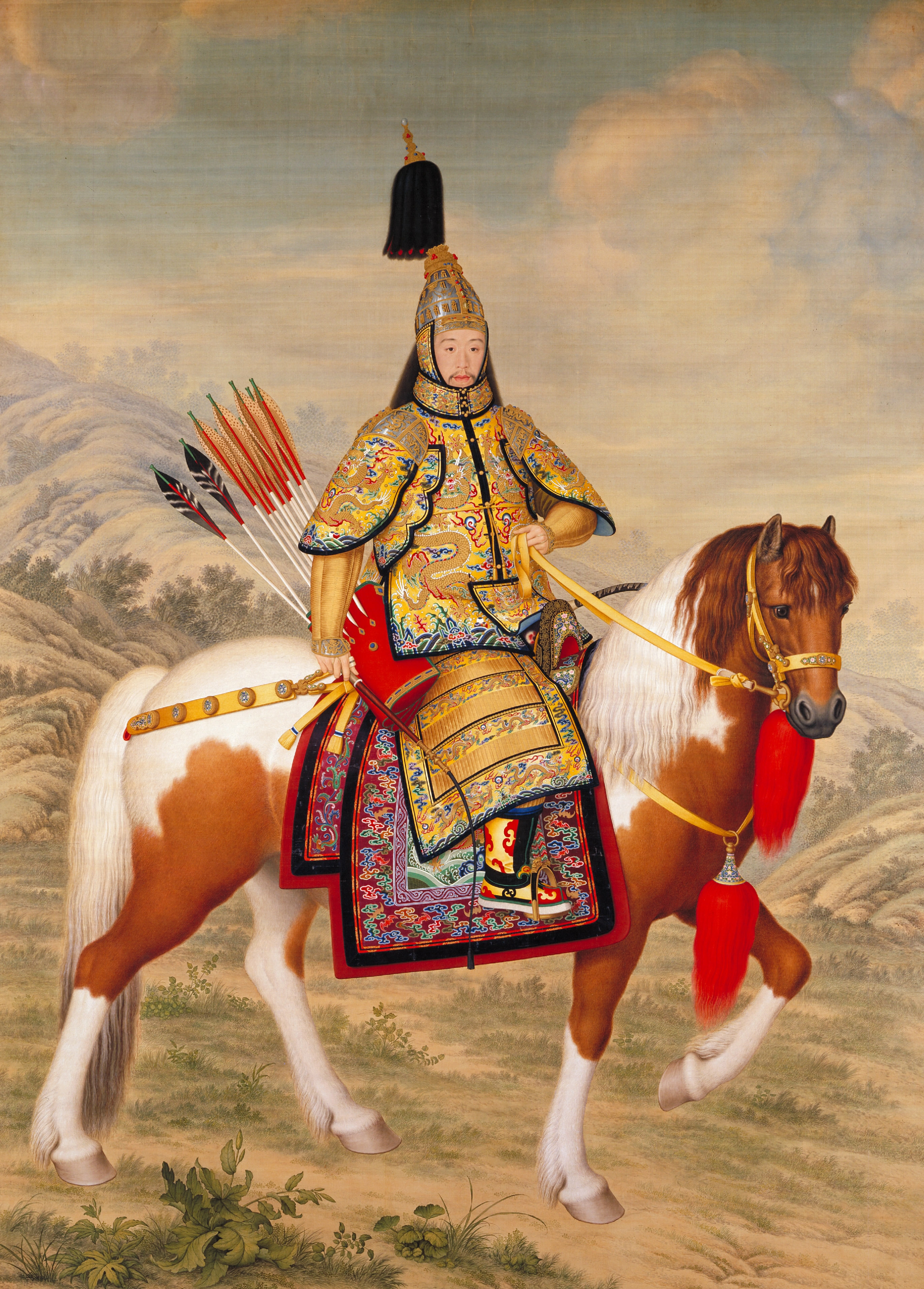
Čínský císař s lukem a šípy
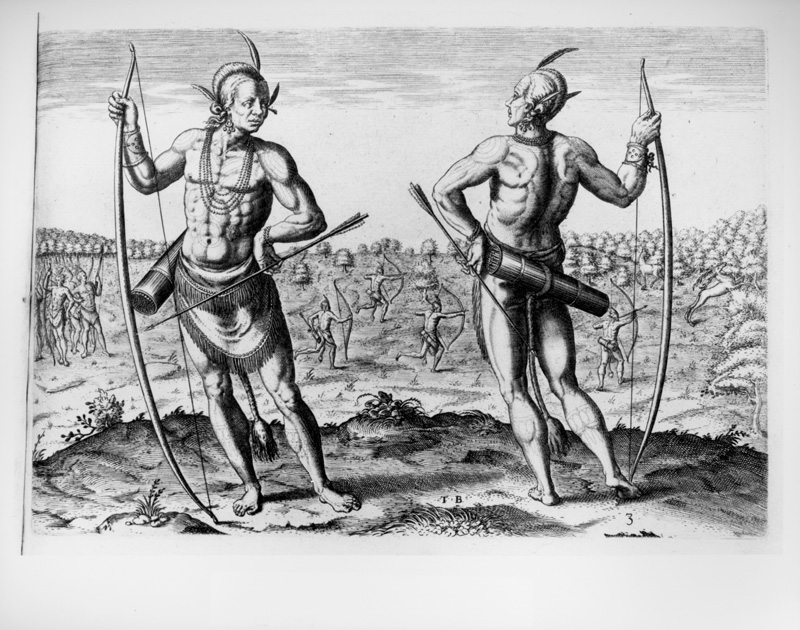
Načelníci z Virginie, Theodor de Bry, 1590
Indián lovící lukem ryby
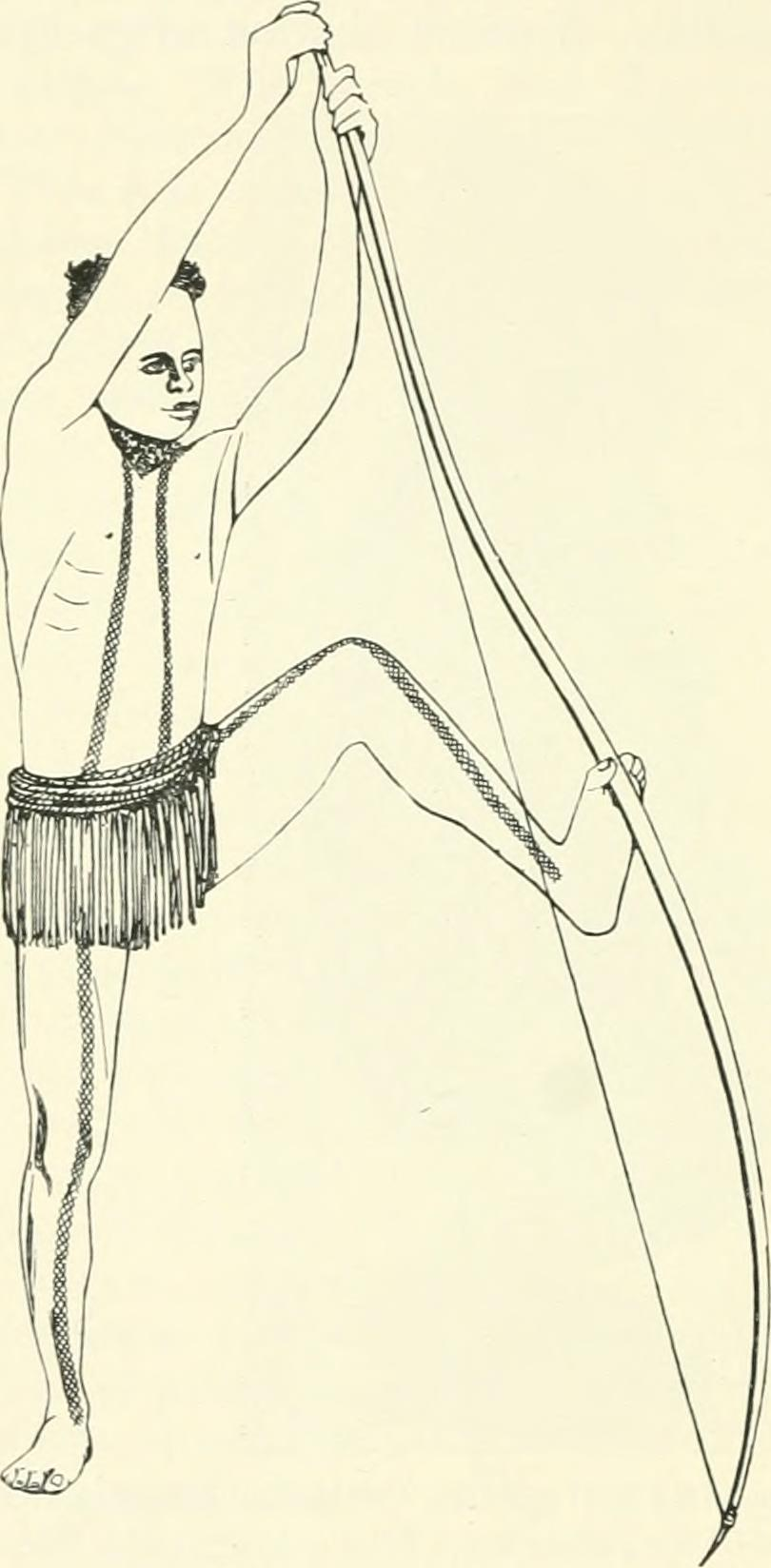
Domorodec z Andaman napínající luk
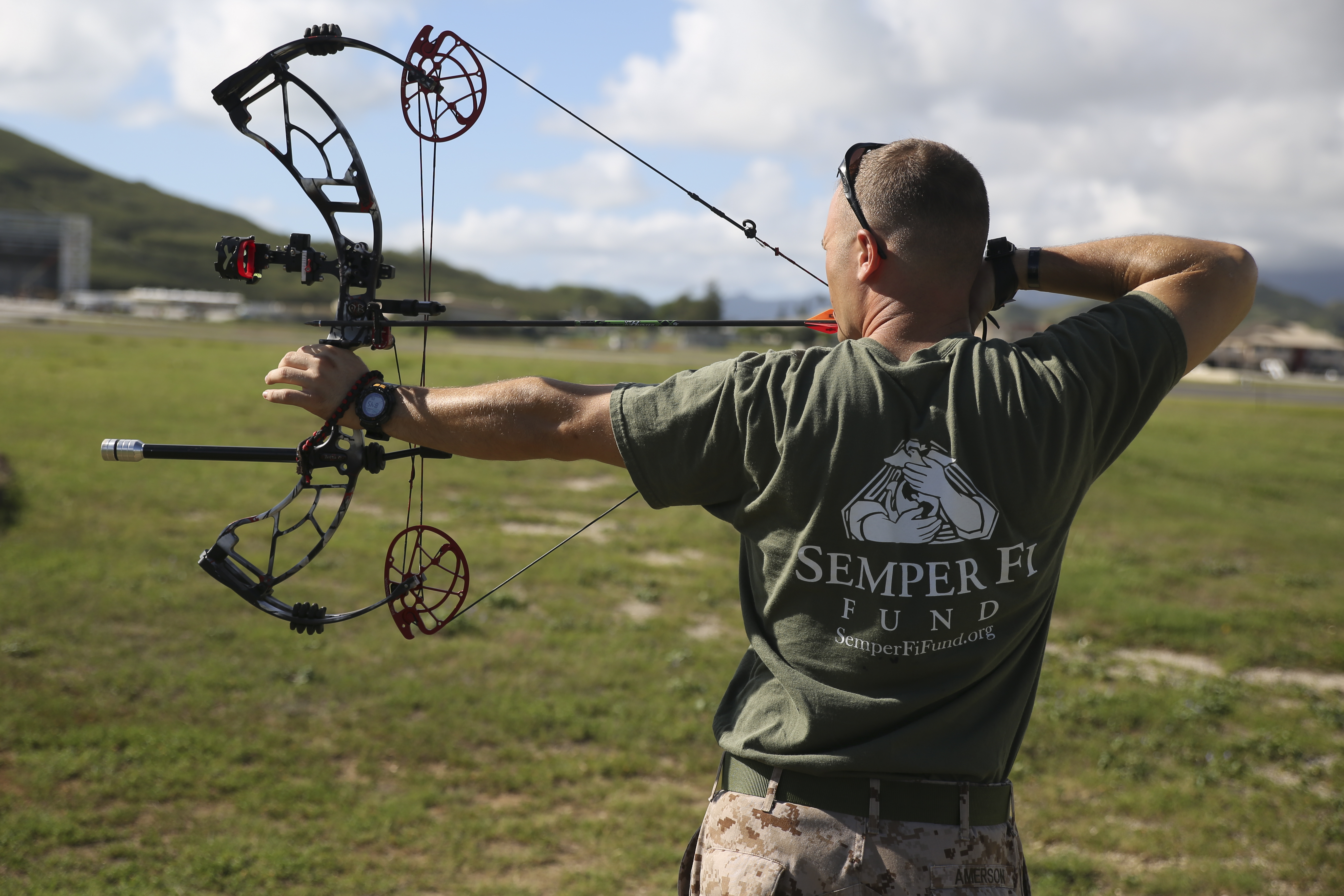
Střelec z moderního kladkového luku